# Museo de Arte Moderno (España)
El Museo Nacional de Arte Moderno, abreviadamente Museo de Arte Moderno, citado frecuentemente por su sigla, M. A. M., fue un museo nacional español, dedicado al arte de los siglos XIX y XX, que existió entre 1894 y 1971. En ese año sus colecciones de arte decimonónico fueron traspasadas al Museo del Prado, del que en realidad procedían en buena parte, mientras que las del siglo XX se integraron en el nuevo Museo Español de Arte Contemporáneo (MEAC), antecesor del actual Museo Nacional Centro de Arte Reina Sofía.

## Historia
El Museo fue creado mediante un Real Decreto de 4 de agosto de 1894, con la denominación de Museo de  Arte Contemporáneo, aunque posteriormente fue sustituida por la de Museo de Arte Moderno. Sin embargo, su inauguración no tuvo lugar hasta el 1 de agosto de 1898, en un acto presidido por la reina regente María Cristina de Habsburgo-Lorena, y la apertura de todas sus salas hasta un año después. Se ubicaba en el Palacio de Biblioteca y Museos Nacionales, sede asimismo, entre otros, de la Biblioteca Nacional y del Museo Arqueológico Nacional, ocupando el ángulo suroeste del mismo, delimitado por el paseo de Recoletos y la calle Villanueva.

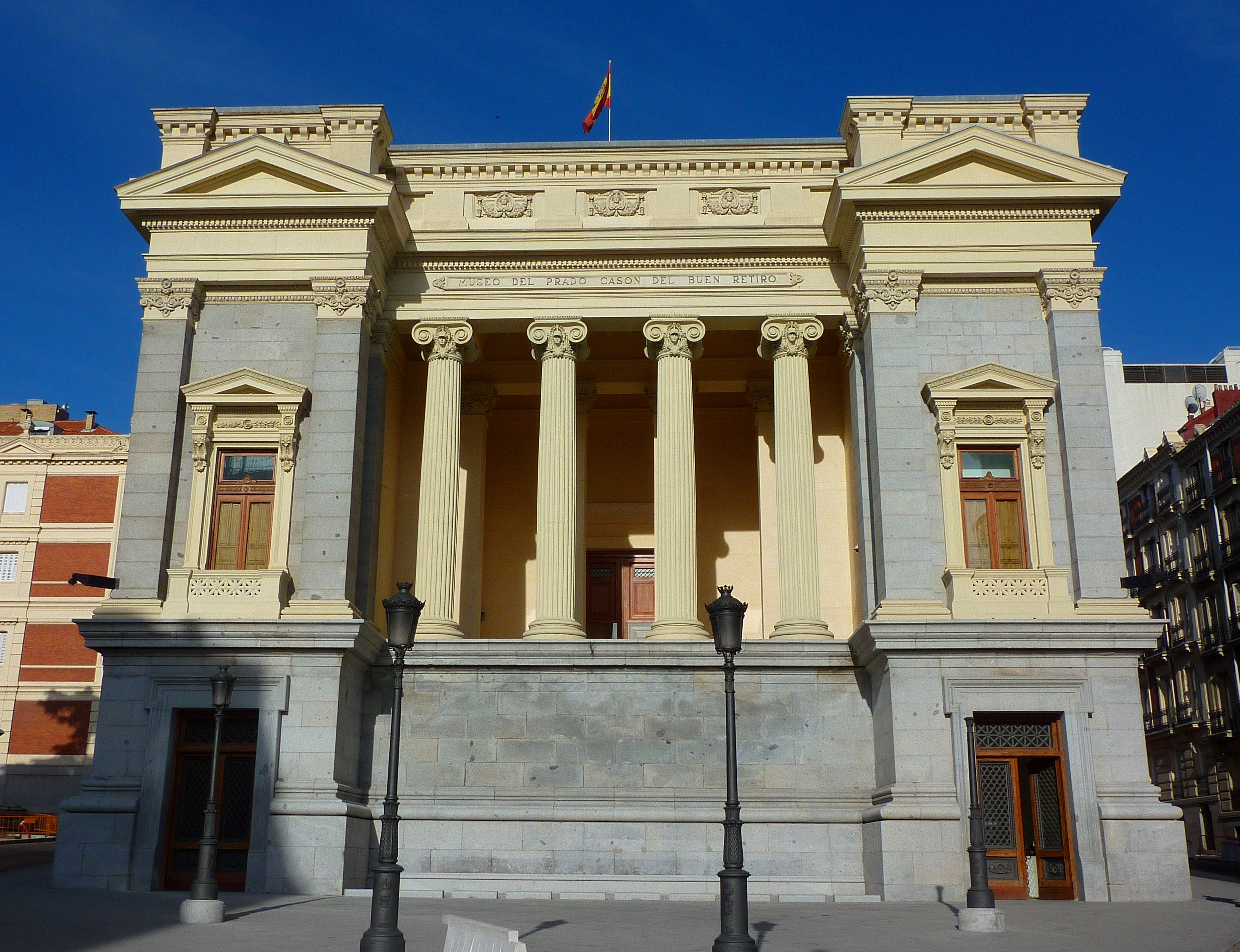
El Casón del Buen Retiro acogió entre 1971 y 1997 las obras del del M. A. M. tras su traspaso al Museo del Prado.

Contar con un centro dedicado a los artistas vivos, siguiendo el modelo del Musée du Luxembourg de París, era una reivindicación de tipo gremial que habían formulado ya a la reina Isabel II un grupo de autores en un escrito titulado «Exposición que elevan a S. M. varios artistas para la fundación de un Museo Histórico Nacional de Autores Contemporáneos», fechado el 15 de diciembre de 1847 y firmado por Vicente López, Antonio María Esquivel, Jenaro Pérez Villaamil, Rafael Tegeo, Vicente Jimeno y Alejandro Ferrant.
Hasta la constitución del M. A. M. ese papel estuvo cubierto fundamentalmente por el Museo del Prado, cuyos primeros catálogos, redactados por Luis Eusebi, de hecho recogieron desde su fundación la sección denominada “Artistas vivos o recientemente fallecidos”, que contenía obras de pintura y escultura contemporáneas y que, como el resto de las pinturas del Museo del Prado, procedían de las colecciones reales. Parcialmente, también lo asumió el Museo de la Trinidad, que incluía en sus catálogos una “Galería de cuadros contemporáneos”, con obras que procedían en este último caso de las adquisiciones que realizaba el Estado en las Exposiciones Nacionales de Bellas Artes así como de algunas donaciones puntuales. En 1872 el Museo de la Trinidad fue disuelto, integrándose sus fondos en el Prado. Aunque tras la fundación del Museo de Arte Moderno el coleccionismo público de arte decimonónico parecía competencia exclusiva de esa nueva institución, no fue así. A pesar de que se vio obligado a traspasar al nuevo museo los cuadros de la denominada «sala de pintura contemporánea», el Museo del Prado continuó acumulando un importante número de pinturas de extraordinario interés y calidad artística que consideraba piezas clave del arte español del siglo XIX, en contra del M. A. M., que sólo parecía interesarse por el arte estrictamente contemporáneo y por promocionar a los artistas vivos. Así, fueron del Prado y nunca llegaron a ingresar en el M. A. M. obras tan importantes como los Hijos del pintor en el salón japonés, de Mariano Fortuny, la Condesa de Vilches, de Federico de Madrazo, o el destacado legado de Ramón de Errazu, compuesto íntegramente por pinturas y acuarelas decimonónicas (salvo el bronce Las tres Gracias, atribuido a los italianos Francesco y Luigi Righetti). En las salas del edificio de Juan de Villanueva, por lo tanto, se siguieron colgando obras claves de los pintores españoles del siglo XIX y algunas obras extranjeras, de Meissonier o de Anders Zorn, entre otros nombres.

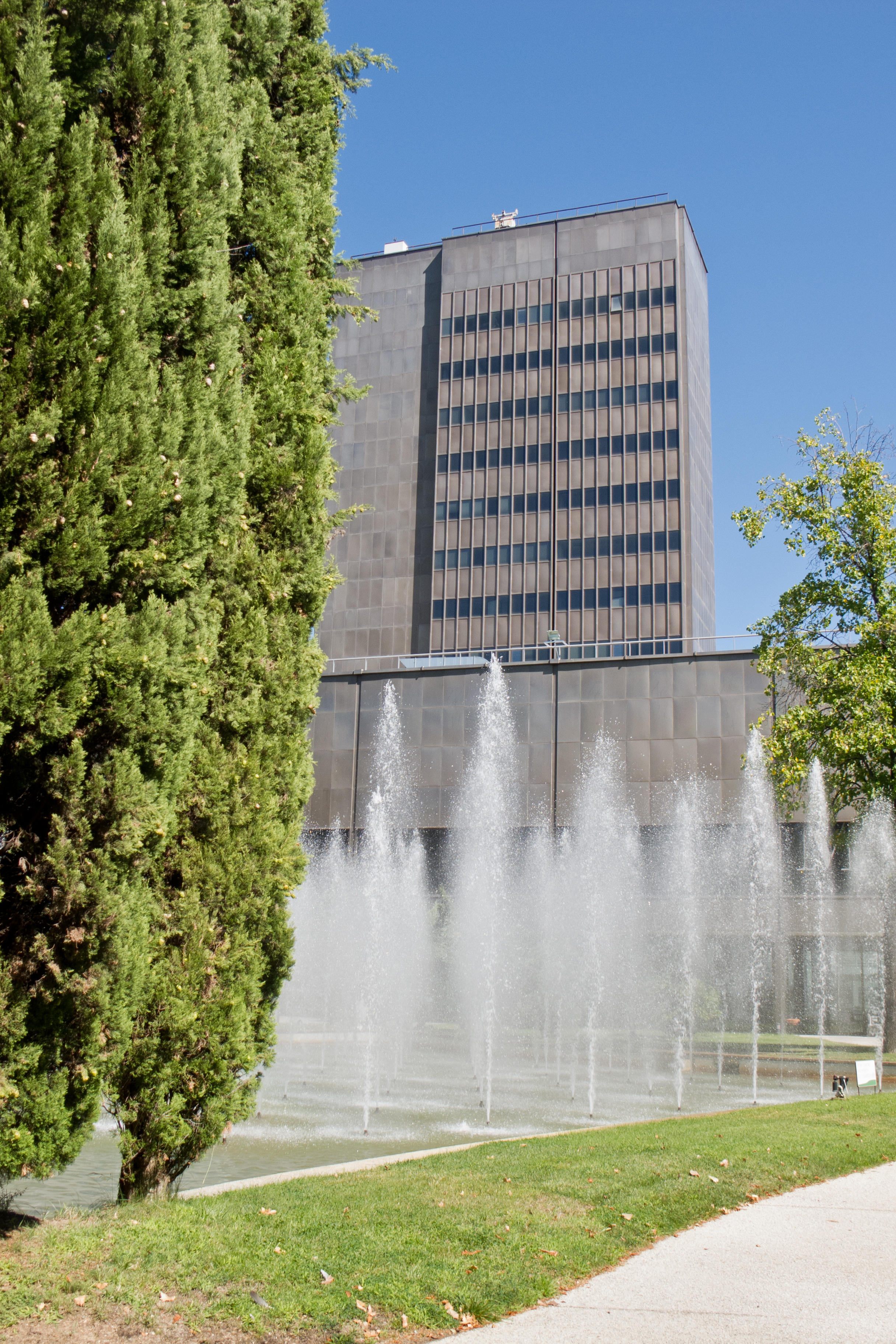
El edificio del Museo del Traje fue construido originalmente como sede del Museo Español de Arte Contemporáneo (MEAC).

A lo largo de los años se incorporaron nuevas obras, buena parte de ellas pinturas del siglo XX, que fueron cobrando un creciente protagonismo en la colección y relegando simultáneamente a las decimonónicas, las cuales se vieron cada vez más como un lastre para la imagen de modernidad que se pretendía dar del Museo. Ello hizo que mediante Decreto de 9 de octubre de 1951 el Museo de Arte Moderno fuera dividido en dos, el Museo Nacional de Arte del siglo XIX y el Museo Nacional de Arte Contemporáneo, sin variar de ubicación, quedándose el Museo de Arte Contemporáneo con la parte baja de la sede y el del XIX con la alta. Sin embargo, en 1968 ambas colecciones fueron reunificadas, constituyéndose con ellas el Museo Español de Arte Contemporáneo, aunque la unificación fue efímera, puesto que por Orden Ministerial de 5 de febrero de 1971 se creó la «Sección de Arte del Siglo XIX» del Museo del Prado, que supuso el traspaso de las obras del siglo XIX a este museo, permaneciendo expuestas en el Casón del Buen Retiro desde el 24 de junio de ese año, en que fue inaugurada, hasta 1997 junto con las obras de ese período que habían continuado ingresando en el Prado, y desde 2009 se expone una pequeña selección en el Edificio Villanueva, integradas en el resto de la colección. Las piezas del siglo XX, que fueron los verdaderos ingresos del Museo de Arte Moderno, permanecieron en el MEAC hasta la disolución de este y su integración en el Reina Sofía (no obstante, varias de las obras que inicialmente fueron al Prado acabaron finalmente en el MNCARS tras el Real Decreto 410/1995, de 17 de marzo, que estableció 1881, año de nacimiento de Picasso, como línea divisoria de las colecciones de ambos museos). En cuanto a las instalaciones, pasaron a manos de la Biblioteca Nacional.
Durante la Guerra Civil cincuenta y cuatro obras del museo fueron evacuadas, junto con otras del Prado, el Monasterio de El Escorial y algunas de particulares, como La condesa de Santovenia, de Eduardo Rosales, perteneciente en aquel momento al duque de la Torre, que la tenía depositada en el MAM. Primero viajaron a Valencia, luego a Cataluña y finalmente a Ginebra (Suiza).

## Colecciones

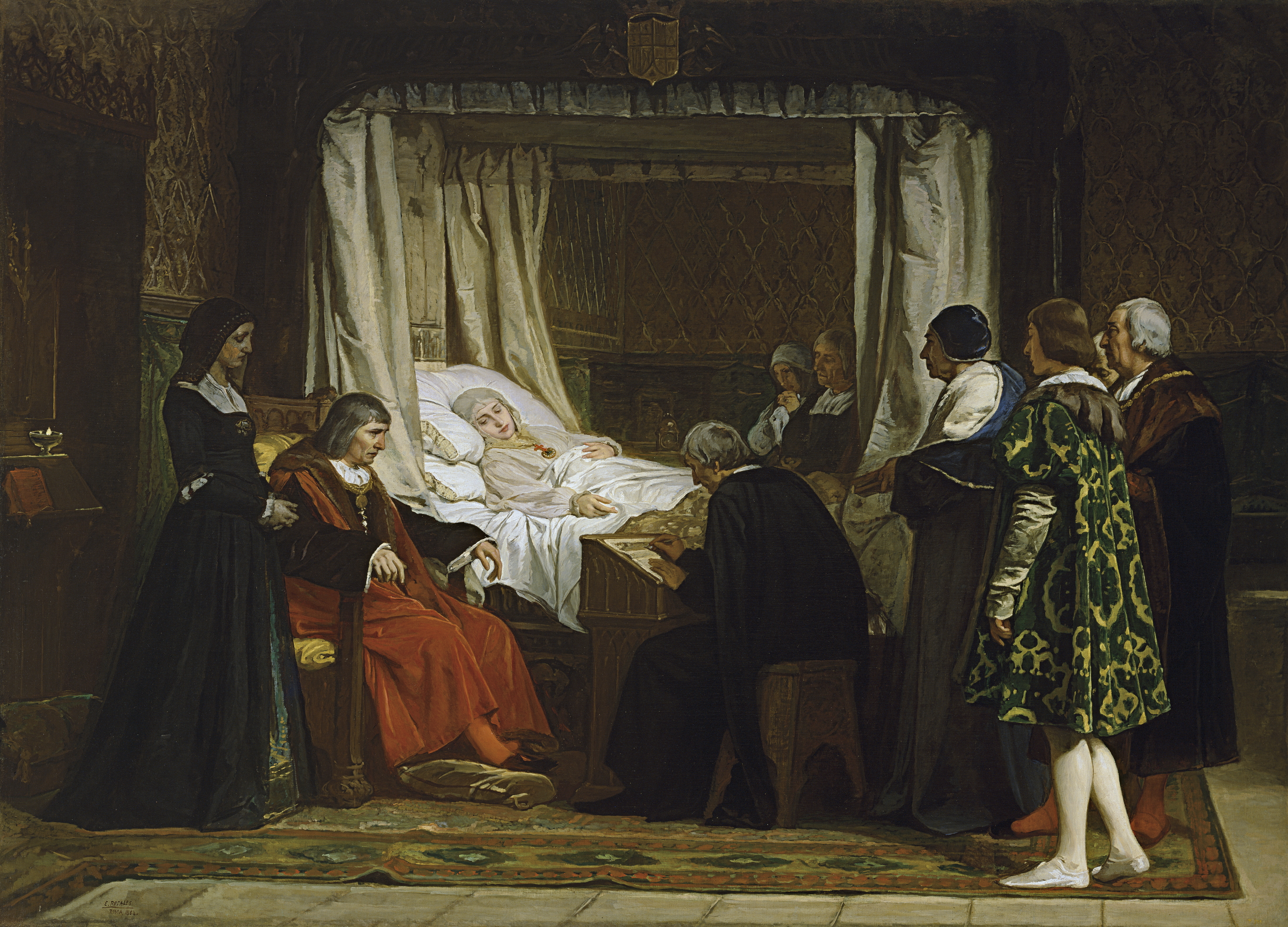
Doña Isabel la Católica dictando su testamento, por Eduardo Rosales, obra traspasada del Museo de la Trinidad al Museo del Prado y luego al M. A. M., de donde retornó al anterior en 1971.

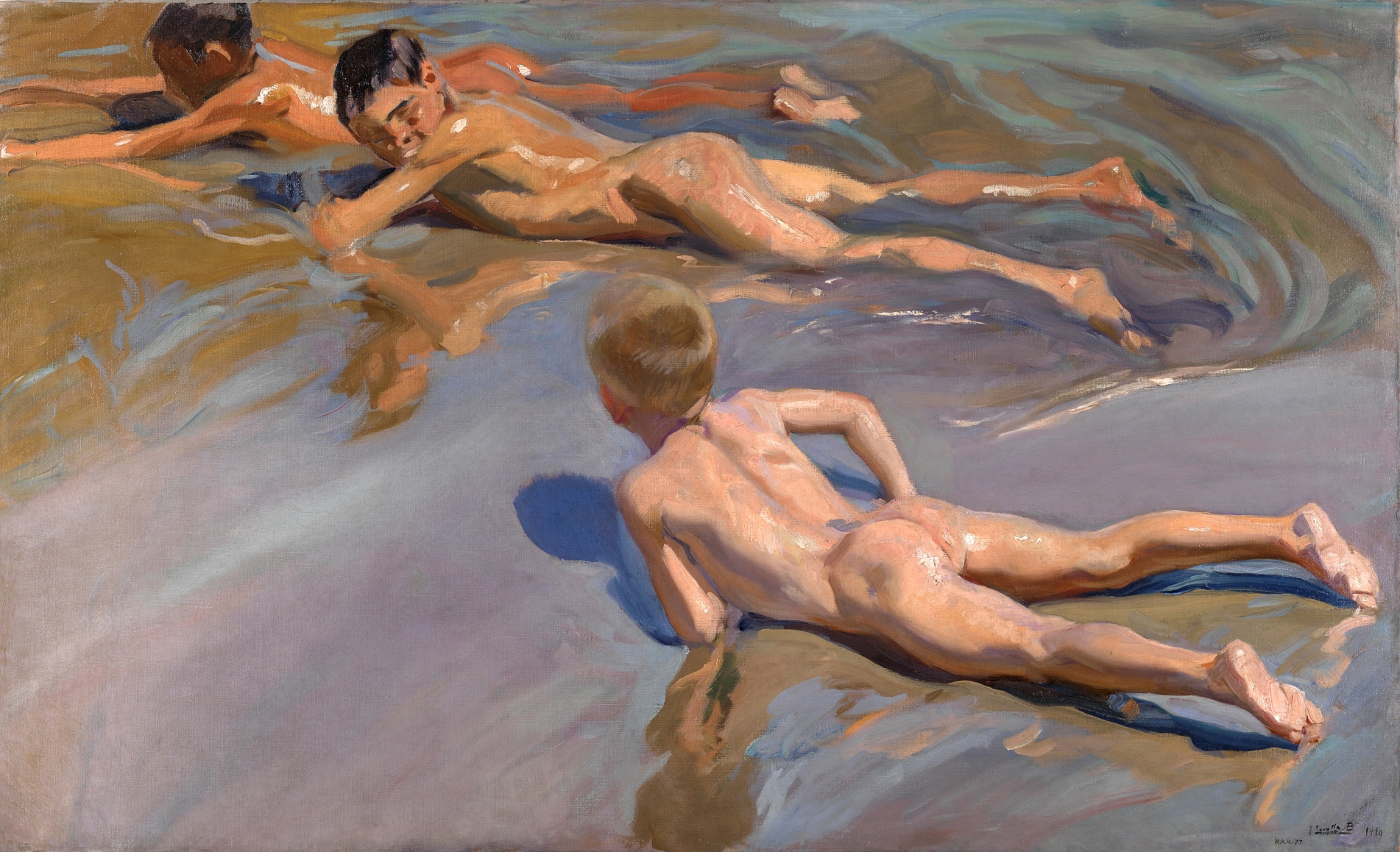
Chicos en la playa, obra de 1910 de Joaquín Sorolla. Donada por el propio pintor al M. A. M. en 1919.

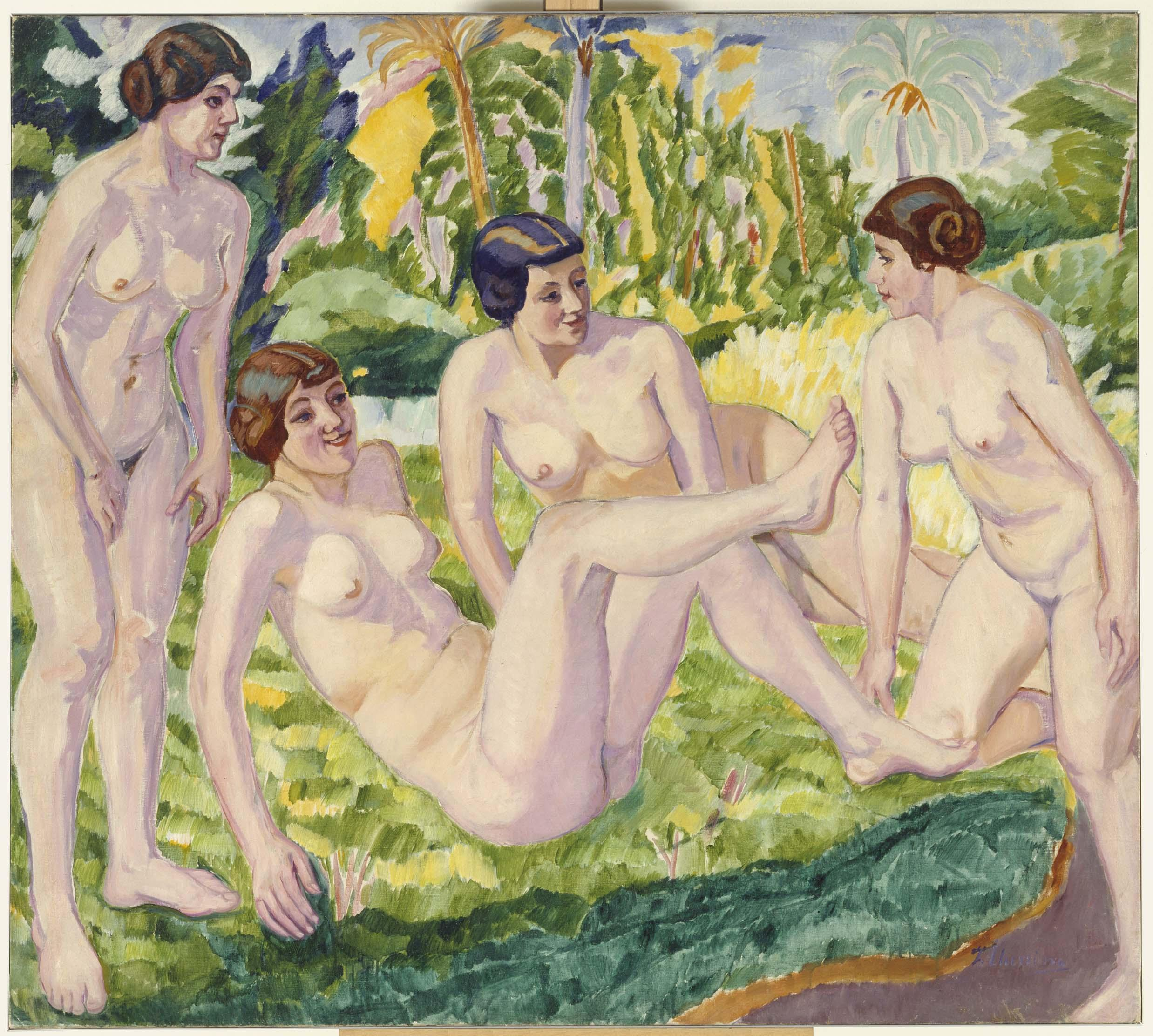
Desnudos en un paisaje, de Francisco Iturrino, c. 1906-1918. Reina Sofía.

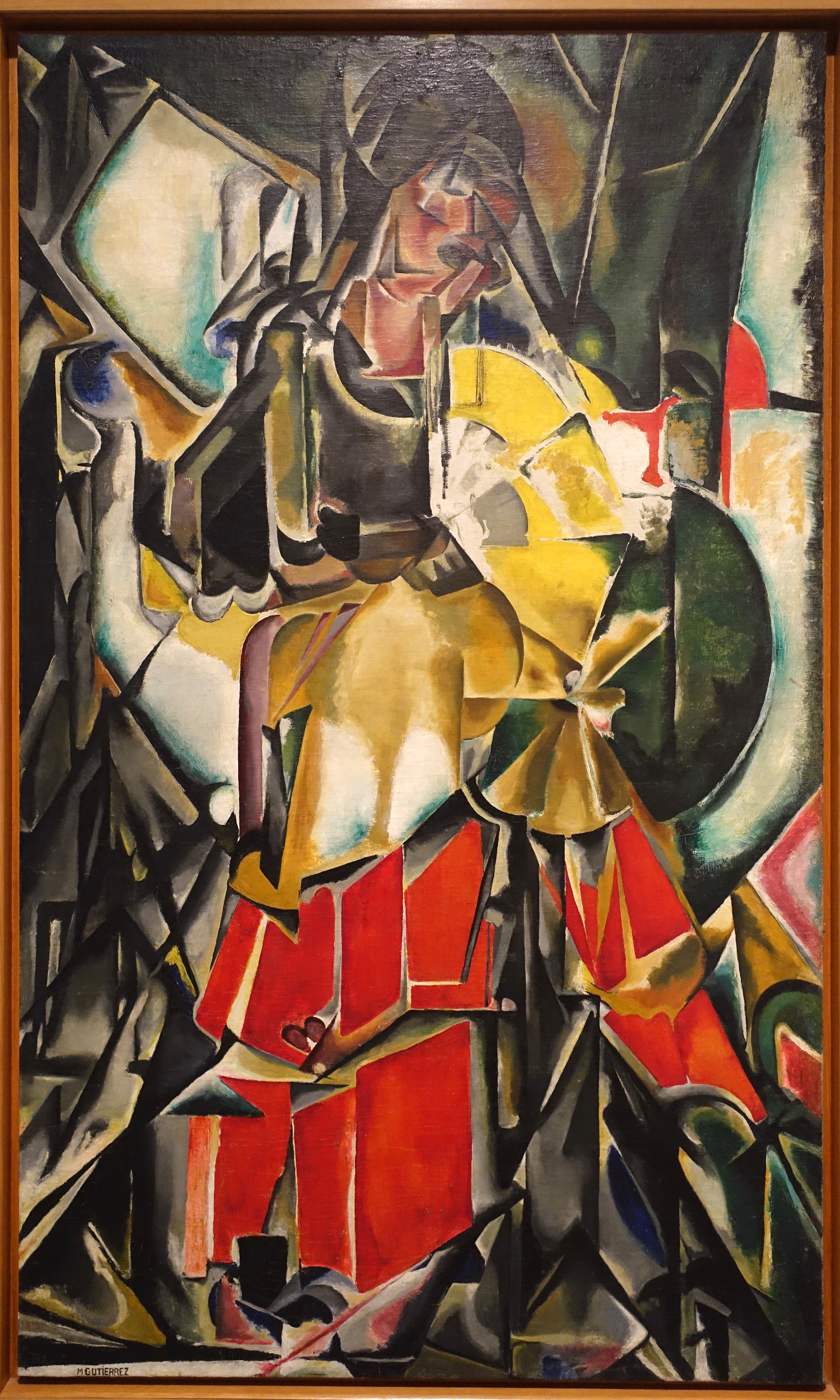
María Blanchard: Mujer con abanico, 1916. Obra adquirida en 1959 por el Museo Nacional de Arte Contemporáneo. Reina Sofía.

Un Real Decreto de 25 de octubre de 1895 marcó el límite cronológico en Goya, considerado el “último representante de la antigua pintura española”. Estableciendo un criterio de “carácter universal”, para entroncar el arte español con el de las “naciones cultas”, las colecciones debían comenzar en «la época en que las teorías estéticas puestas en práctica por David o Canova e introducidas en España a principios del presente siglo, cambiaron la corriente del arte nacional», es decir, a partir de José Madrazo y los otros discípulos españoles de Jacques-Louis David en cuanto a pintura y de José Álvarez Cubero y Antonio Solá en lo referente a la escultura. Se estableció además que las obras que se comprasen debían cumplir alguno de los siguientes requisitos: haber sido premiadas en Exposiciones Nacionales de Bellas Artes, ser dignas de ser adquiridas por el Estado a criterio de la Real Academia de Bellas Artes de San Fernando, tratarse de envíos de los últimos años de los pensionados de la Academia de España en Roma o bien ser obras de artistas ya fallecidos, aunque también podían ser de artistas vivos que fueran de reconocido mérito, de nuevo según el juicio de la RABASF. Un Real Decreto de 19 de febrero de 1915 estableció una condición adicional: que fueran obras de artistas españoles.
Constaba de dos departamentos, pintura y escultura, aunque también poseía una importante colección de obras sobre papel, compuesta tanto por dibujos y estampas, como por algunos planos de arquitectura, así como una mínima colección de artes decorativas y aplicadas. Entre los dibujos figuraba una importante colección de ochenta y tres de Eduardo Rosales adquiridos en 1912 a su hija Carlota, a los que se sumaron diez más en 1926, dos legados en 1923 por Jacinto Octavio Picón, otros seis comprados en 1942, y dos en 1959. Y entre las estampas, un grupo de dieciocho de Mariano Fortuny y Marsal donado en 1934 por su hijo Mariano Fortuny y Madrazo.
La atención a las obras de las vanguardias fue siempre muy escasa. Una de las pocas excepciones a este respecto fueron las cinco piezas de Pablo Gargallo que se compraron en 1935, a las que se sumaron otras cuatro donadas por su viuda, Magali Tartanson. Las esculturas que se incorporaron entonces fueron las primeras de las vanguardias que entraron en las colecciones estatales. Por otro lado, algunas tentativas que se hicieron de incorporar trabajos de artistas internacionales no llegaron a materializarse, como ocurrió en 1957 con las gestiones iniciadas para adquirir obras de Hans Arp y Victor Vasarely. Sí hubo mejor fortuna en cambio con la importante pintura Vendedora de flores, de Diego Rivera, comprada en 1961.
Se realizó un único catálogo de las colecciones, el Catálogo provisional del Museo de Arte Moderno, en 1899, del que se hizo una segunda edición un año más tarde y en el que figuraban seiscientos noventa y tres pinturas y dibujos y ochenta y ocho esculturas. En 1985 se publicó el Catálogo de las pinturas del siglo XIX del Museo del Prado, a cargo del subdirector del Museo y conservador del Casón, Joaquín de la Puente. Comprendía tanto las obtenidas por el propio Prado como las procedentes del M. A. M., que eran con mucho la mayor parte. En él aparecían piezas de cerca de un centenar de autores, figurando movimientos artísticos como el Neoclasicismo, el Romanticismo y el Realismo, pero estando ausentes otros como el Impresionismo y el Postimpresionismo. La gran mayoría eran de artistas españoles, aunque también había unos pocos ejemplos de la obra de artistas de otros países, como el francés Ernest Meissonier, el neerlandés afincado en Gran Bretaña Lawrence Alma-Tadema, el alemán Franz von Lenbach, el italiano Domenico Morelli o el belga Jan van Beers. Estas últimas ingresaron en el M. A. M. a través de donaciones, gracias a lo cual pudieron eludir el requisito de que las obras fueran de autores españoles existente para las adquiridas por el Estado. Aparte contaba también con una colección de veinte entalladuras (grabados en madera a la fibra) japonesas ukiyo-e, adquirida en 1936 a la Nippon Hanga Kyōkai (Sociedad de Pintores y Grabadores Japoneses) con motivo de la Exposición de estampas japonesas antiguas y modernas que se celebró en el propio M. A. M. en mayo de ese año, ya que ante el gran éxito que tuvo la muestra, el entonces director del museo, Ricardo Gutiérrez Abascal (Juan de la Encina), decidió comprar una vez clausurada una pequeña selección de las estampas expuestas que fuera representativa de la historia del grabado japonés. A ellas se unieron otras cien en 1955 procedentes de otra muestra en Madrid, organizada por la Unesco en la sala de exposiciones de la Dirección General de Bellas Artes, aunque en este caso se trataba de reproducciones del siglo XX. A este conjunto se unían varias estampas más, algunas originales del siglo XIX y otras reproducciones, cuyo origen y fecha de ingreso por el momento se desconocen.
Fueron numerosas las donaciones que recibió el Museo, que complementaron notablemente las adquisiciones estatales. Entre ellas destacan los ciento ochenta y tres estudios al óleo (además de ciento veintinueve dibujos y cuarenta y siete aguafuertes) de Carlos de Haes, donados en 1899 por sus discípulos (con la condición de que la colección no se dispersase, aunque ya desde la primera década del siglo XX empezó a dispersarse en depósitos en diversas instituciones), o los retratos de Aureliano de Beruete y de su esposa, María Teresa Moret, que realizara el gran amigo de aquel, Joaquín Sorolla, donados en 1922 por su ya entonces viuda, que además entregó al M. A. M. varios óleos del propio Aureliano (al igual que hiciera su hijo en 1913), así como, en 1924, los retratos que de sus padres pintara Federico de Madrazo.
Un incremento adicional de sus fondos se produjo con la llegada de las pinturas del Museo-Biblioteca de Ultramar, tras la disolución de este por Real Orden de 4 de febrero de 1908.
Uno de los más graves problemas que sufrió durante toda su existencia fue el de la falta de espacio. Por una parte llegó a atesorar un elevado número de obras, entre las que había muchas pinturas de gran formato, muy habitual en el género de la pintura de historia, uno de los más pujantes en la segunda mitad del siglo XIX. Por otro lado está el hecho de que tuviera que compartir el Palacio de Biblioteca y Museos Nacionales con otras instituciones: la Biblioteca Nacional, el Museo Arqueológico Nacional, el Museo Nacional de Ciencias Naturales, el Archivo Histórico Nacional, la Junta de Iconografía Nacional y la Sociedad de Amigos del Arte. Esto provocó que se le asignara una parte bastante reducida del mismo. El resultado fue la puesta en práctica de una política de depósito de obras en museos provinciales y organismos administrativos oficiales, acabando la mayoría de los fondos fuera de la propia institución. Este es precisamente el origen de gran parte del actual Prado disperso. 
El único intento que se hizo para solventar esta situación fue la convocatoria en 1933 de un concurso nacional de arquitectura con el fin de dotar al museo de una nueva sede. Se seleccionó el proyecto de Fernando García Mercadal, que planteaba un edificio de una única altura, para cuya ubicación proponía la prolongación del paseo de la Castellana. Sin embargo nunca llegó a edificarse.
La única tentativa, fallida, de poner orden en los depósitos se realizó cuando el MAM fue dividido en Museo Nacional de Arte del siglo XIX y Museo Nacional de Arte Contemporáneo, y se procedió al reparto de las colecciones entre ambas instituciones. El director general de Bellas Artes, Gratiniano Nieto, señaló entonces que los registros de los depósitos se hallaban

sin control adecuado y a merced de personas o instituciones que se creen propietarios de las obras haciendo indebido uso de ellas. Está en el propósito del Director General proceder a reorganizar estos servicios de depósitos procurando poner los medios suficientes que permitan el control de todas las obras diseminadas en Centros Oficiales y Museos de las provincias españolas.

Sin embargo, a pesar de las intenciones iniciales, el estudio provisional que se hizo, concluido en 1961, se realizó únicamente sobre la base de la documentación interna, sin verificar el estado real de las piezas en las instituciones depositarias ni tomar fotografías de las mismas. El recuento provisional fue de mil ciento setenta y nueve obras depositadas en cuarenta y ocho instituciones españolas, y otras diez en dependencias estatales en el exterior.

## Galería
Algunas obras que formaron parte de las colecciones del Museo de Arte Moderno:

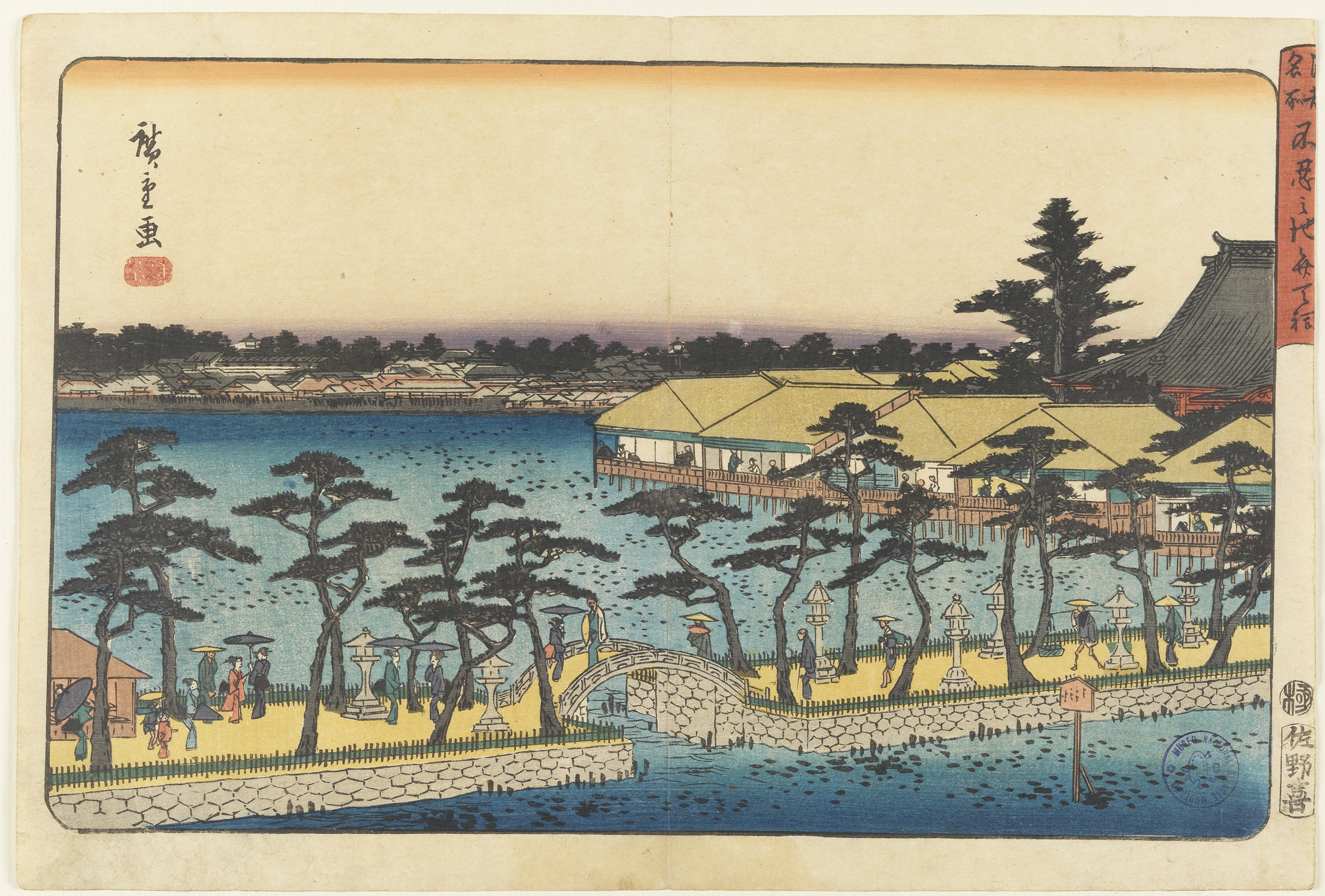
Templo de Benten junto al lago de Shinobazu, en Ueno,[nota 1] c. 1830-1844, Utagawa Hiroshige (Museo del Prado, Gabinete de Dibujos, Estampas y Fotografías).
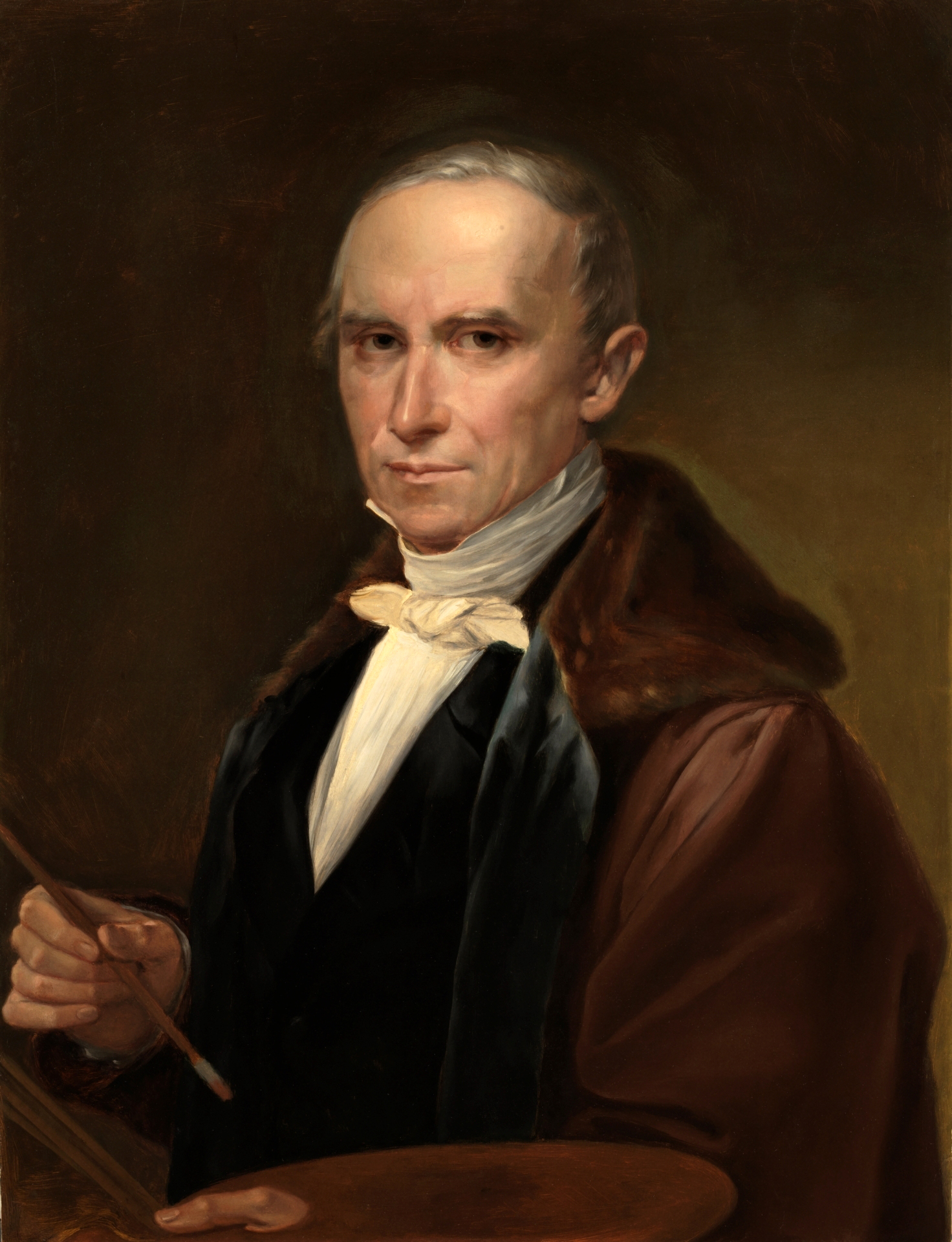
Autorretrato, de José de Madrazo, adquirido en 1923 a Mercedes de Madrazo y Rosales, nieta del pintor (Prado).
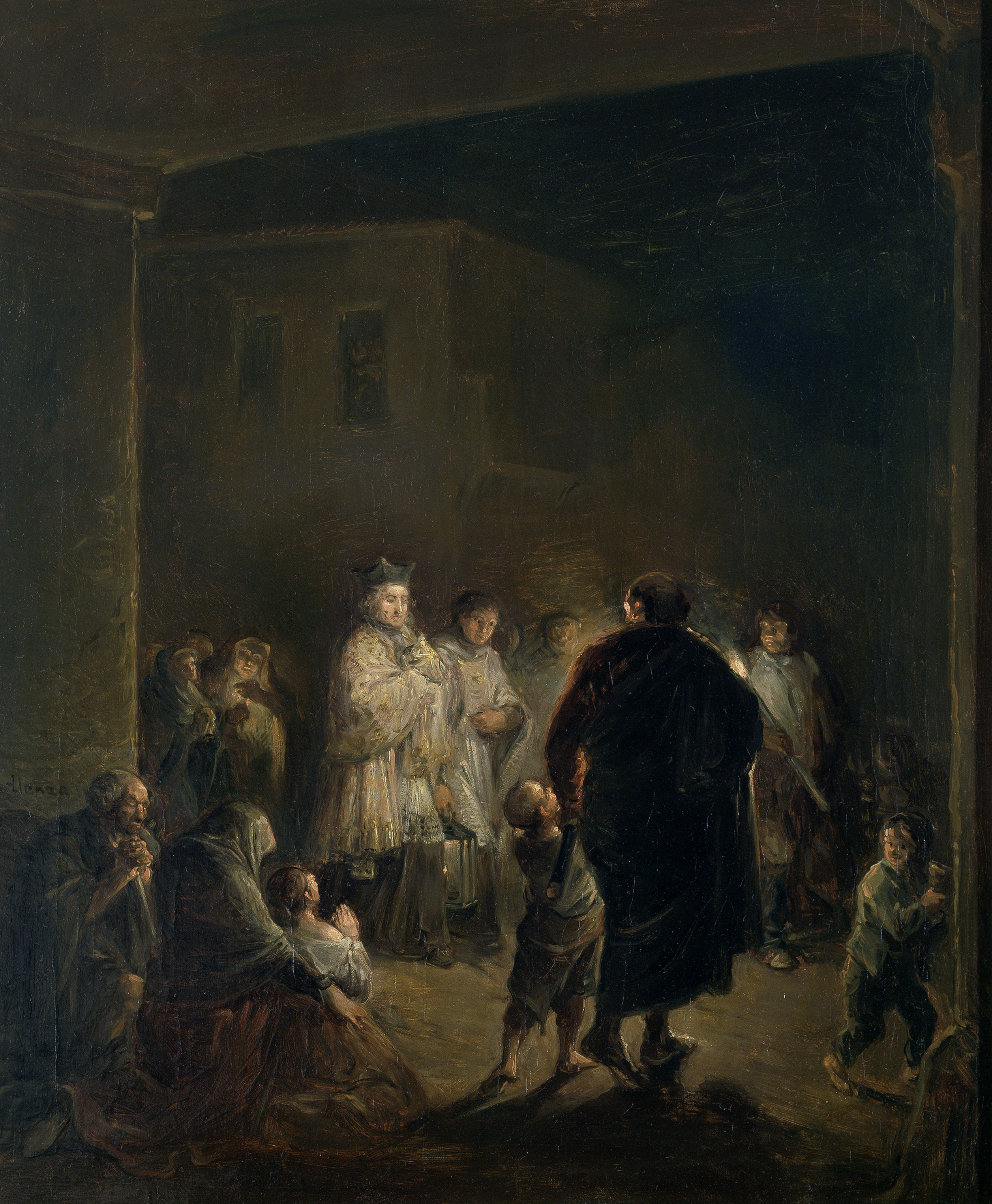
El viático, por Leonardo Alenza, donado por Luis Ardanaz en 1931 (Prado).
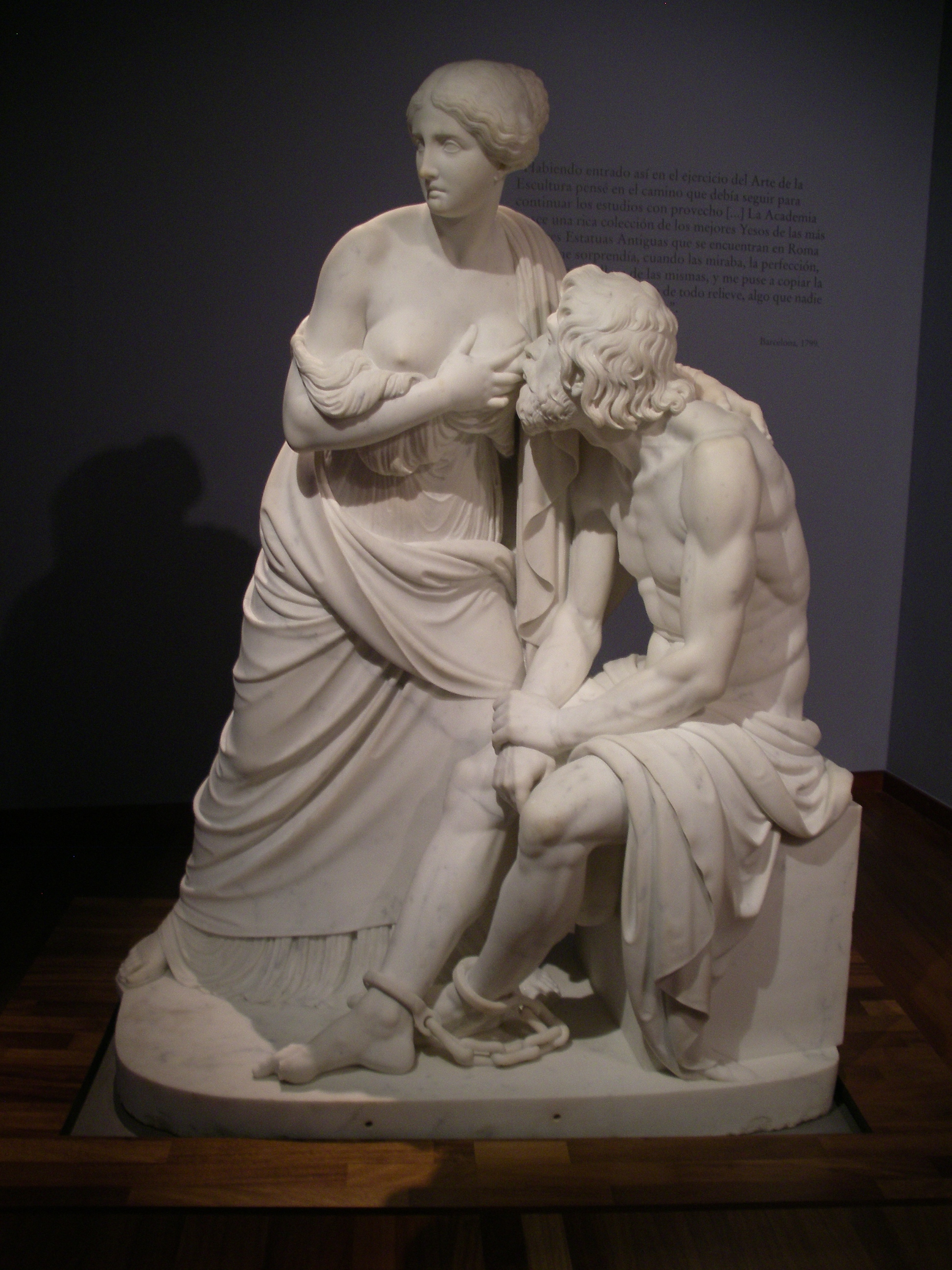
La Caridad romana, por Antonio Solá, 1851, obra procedente de la Colección Real (Prado).
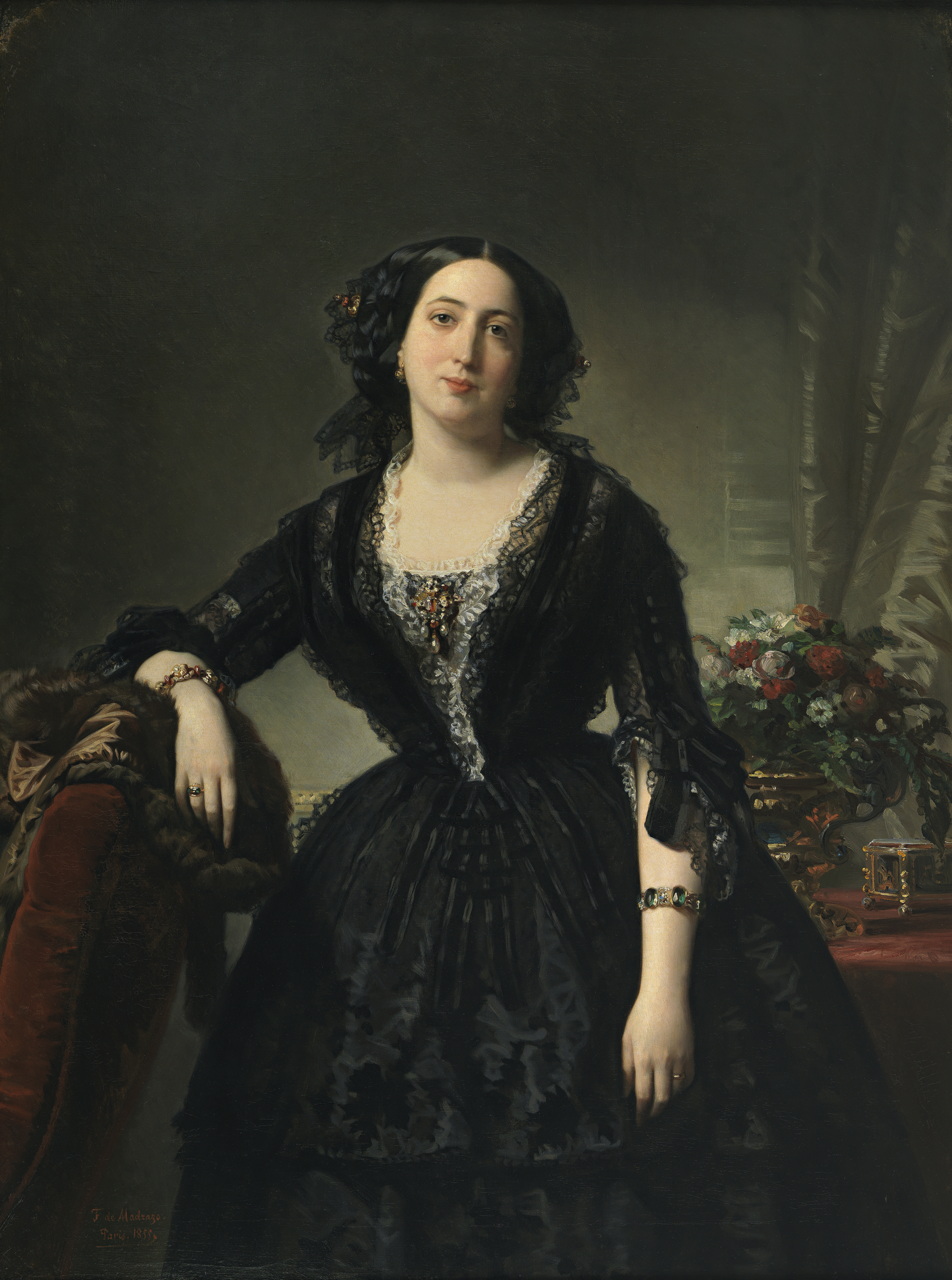
La marquesa de Montelo, de Federico de Madrazo, donación de Celina Alfonso, hija de la retratada, en 1920 (Prado).
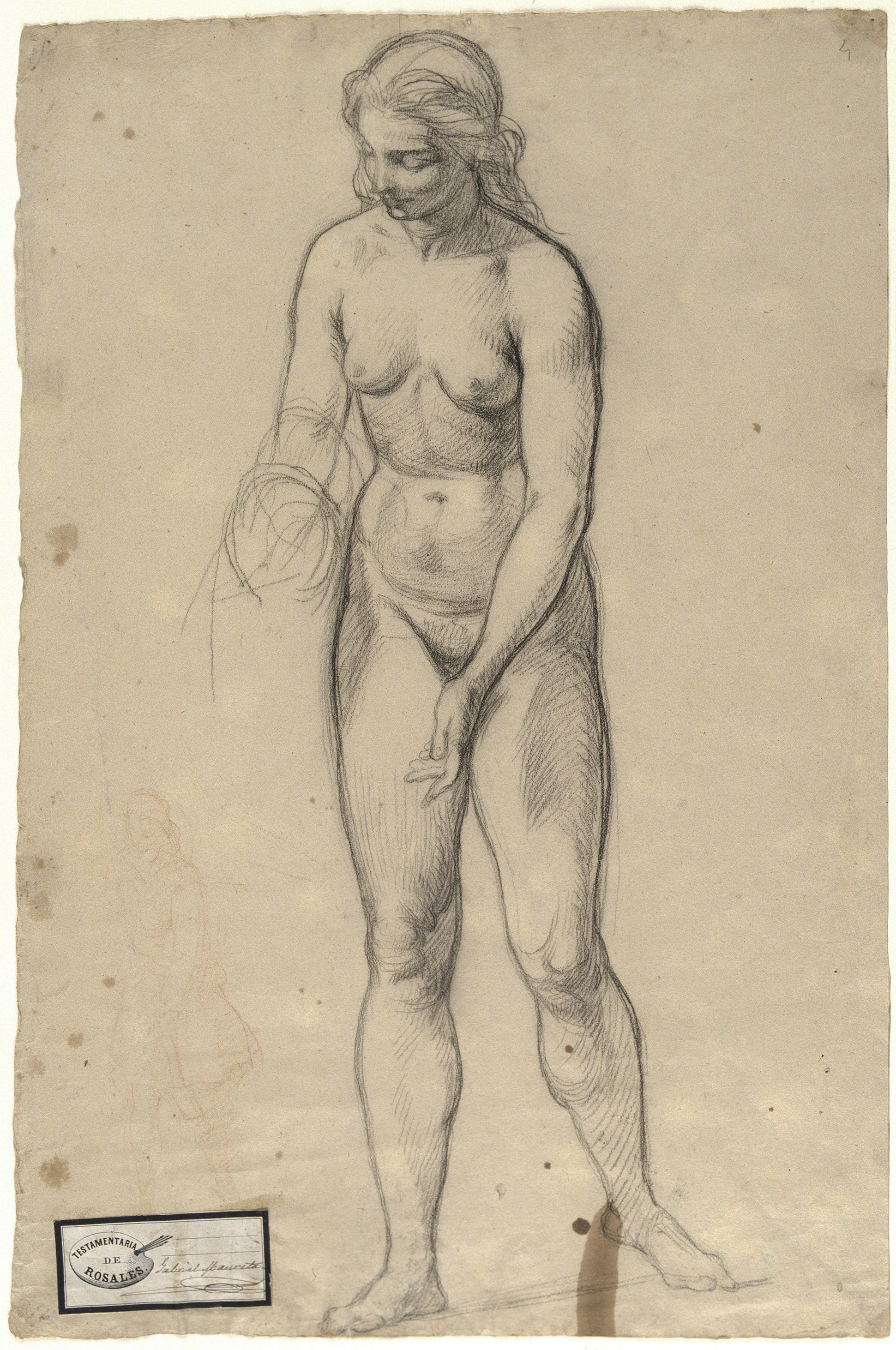
Estudio de desnudo femenino, preparatorio para Tobías y el ángel, circa 1858, perteneciente a un conjunto de diez dibujos de Eduardo Rosales adquiridos en 1926 a su hija Carlota (Prado, Gabinete de Dibujos, Estampas y Fotografías).
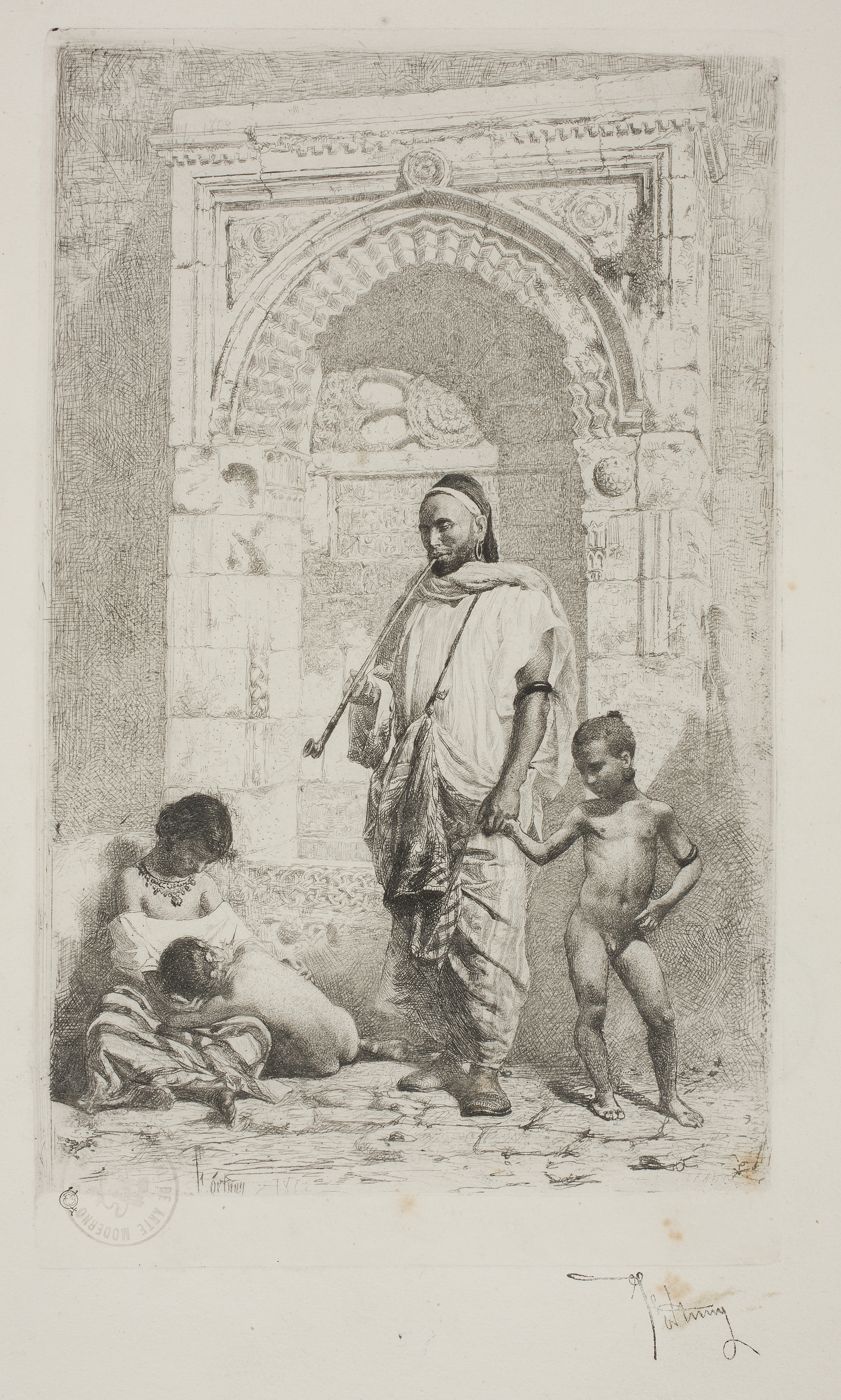
Familia marroquí, 1916,[nota 2] uno de los dieciocho grabados de Mariano Fortuny y Marsal donados en 1934 por su hijo Mariano Fortuny y Madrazo (Prado, Gabinete de Dibujos, Estampas y Fotografías).
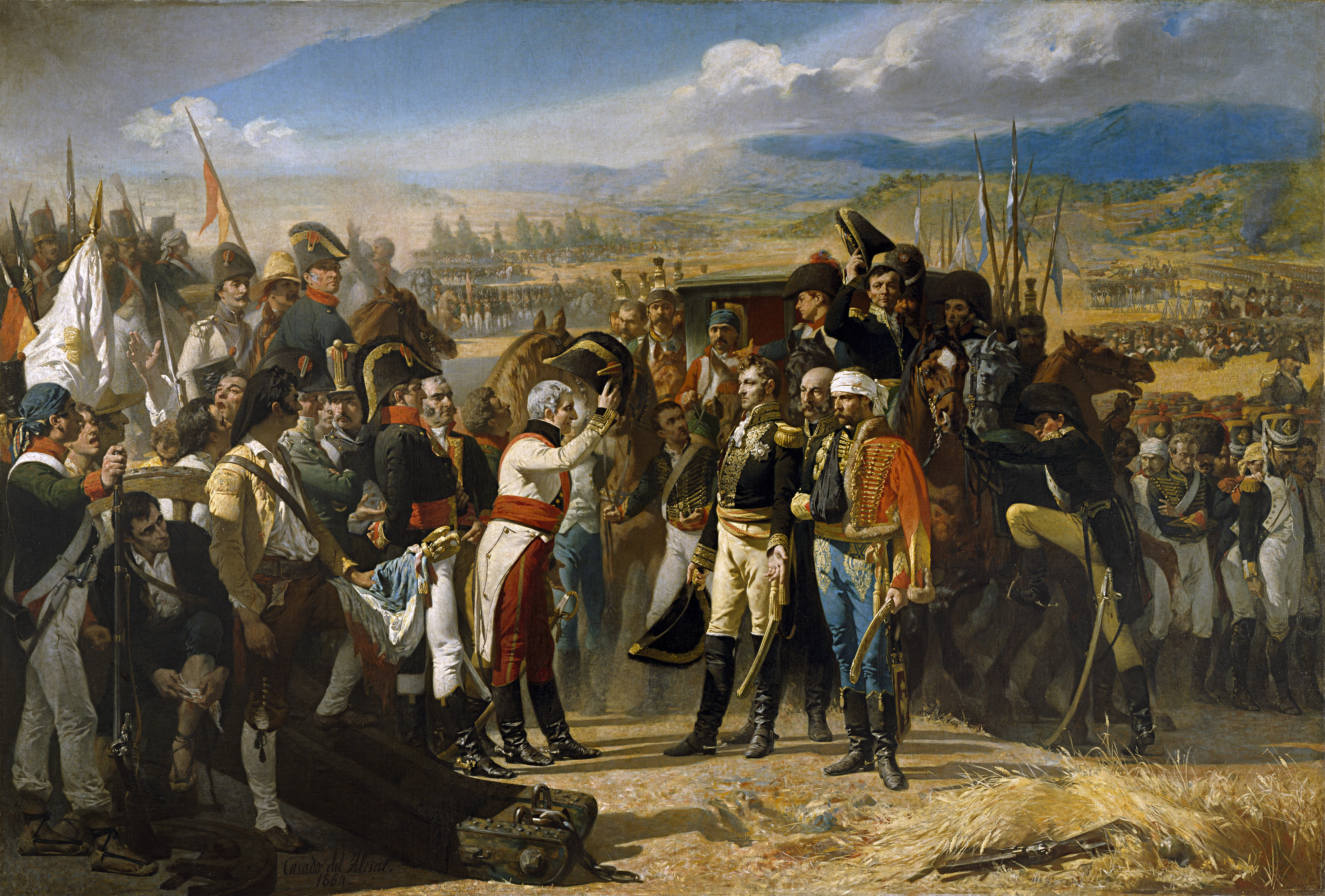
La Rendición de Bailén, de Casado del Alisal, donación del rey Alfonso XIII en 1921 (Prado).
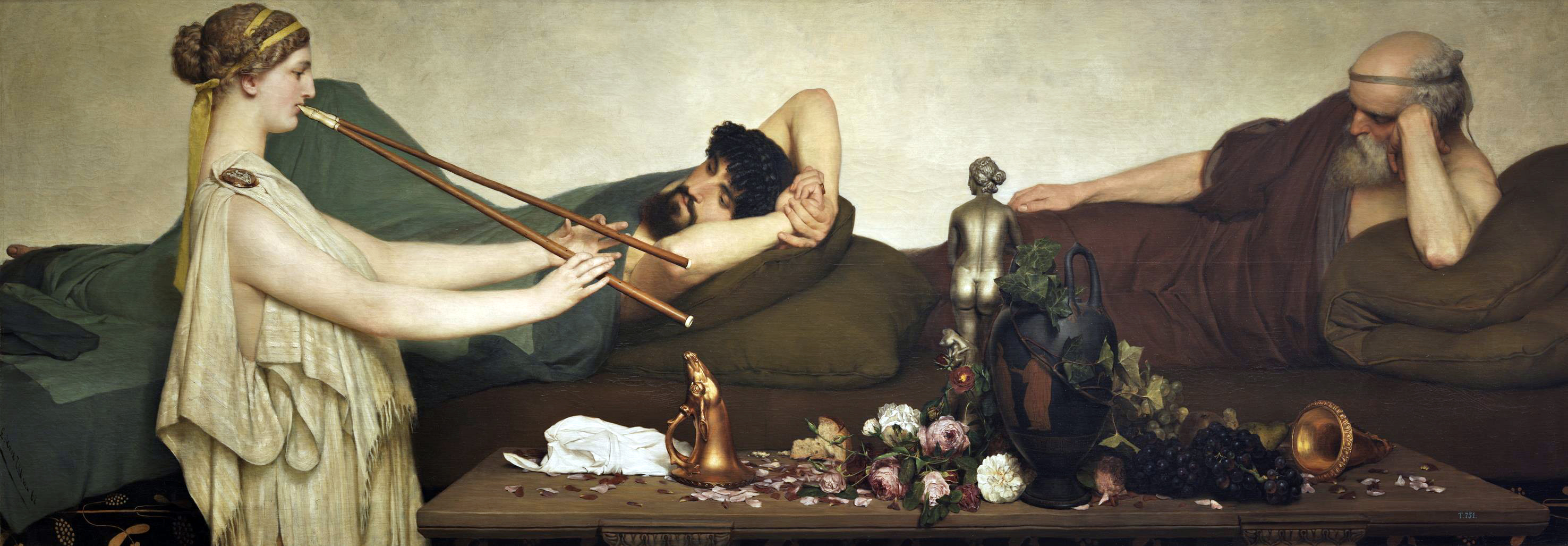
Escena pompeyana o La siesta, lienzo de Lawrence Alma-Tadema donado al Prado por Ernesto Gambart en 1887 y traspasado posteriormente al M. A. M.
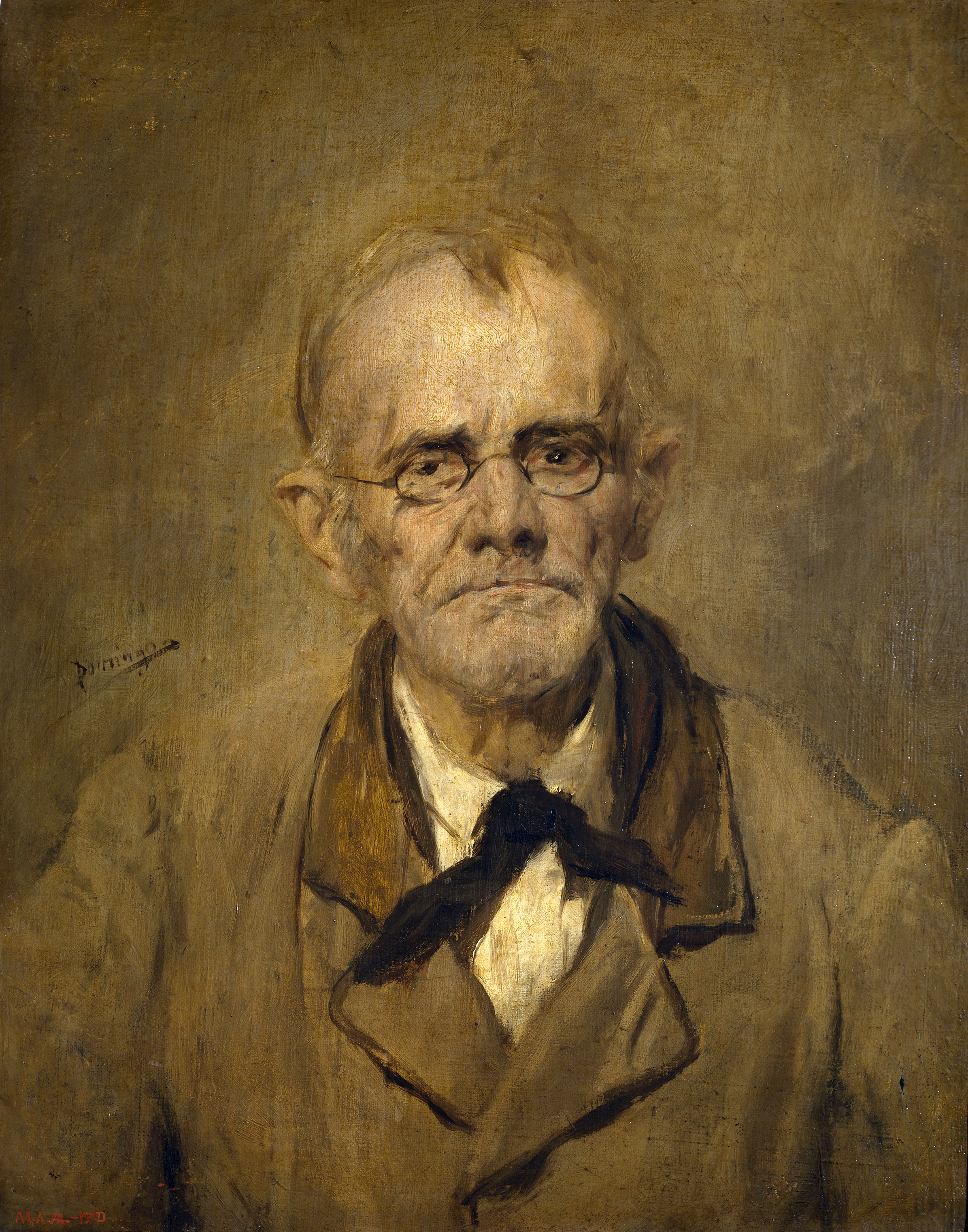
El zapatero de viejo, de Francisco Domingo Marqués, legado Isidoro Fernández Flórez, 1902 (Prado).
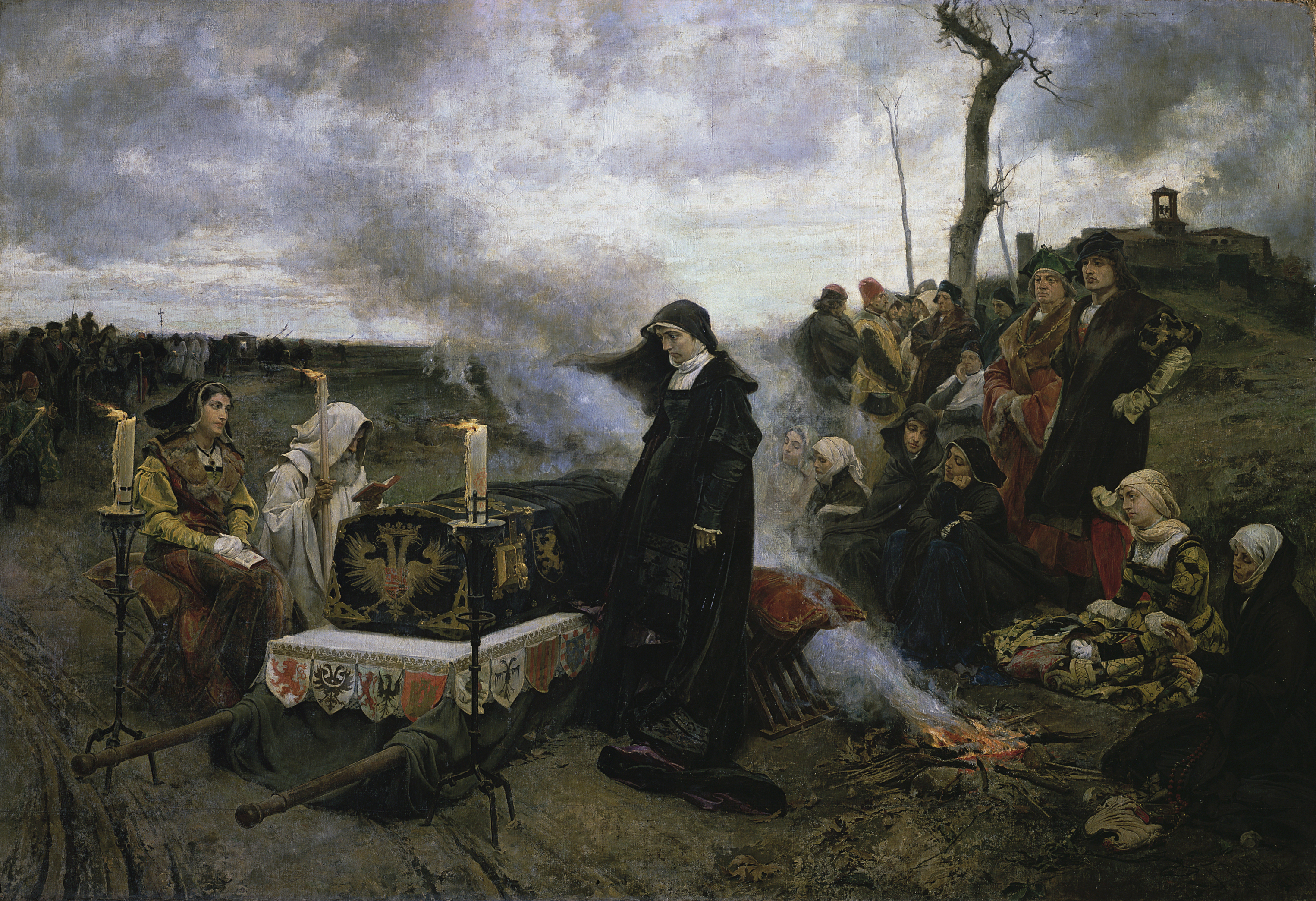
Doña Juana "la Loca", de Francisco Pradilla, adquirido en 1879 para el Prado, del que posteriormente pasó al M. A. M.
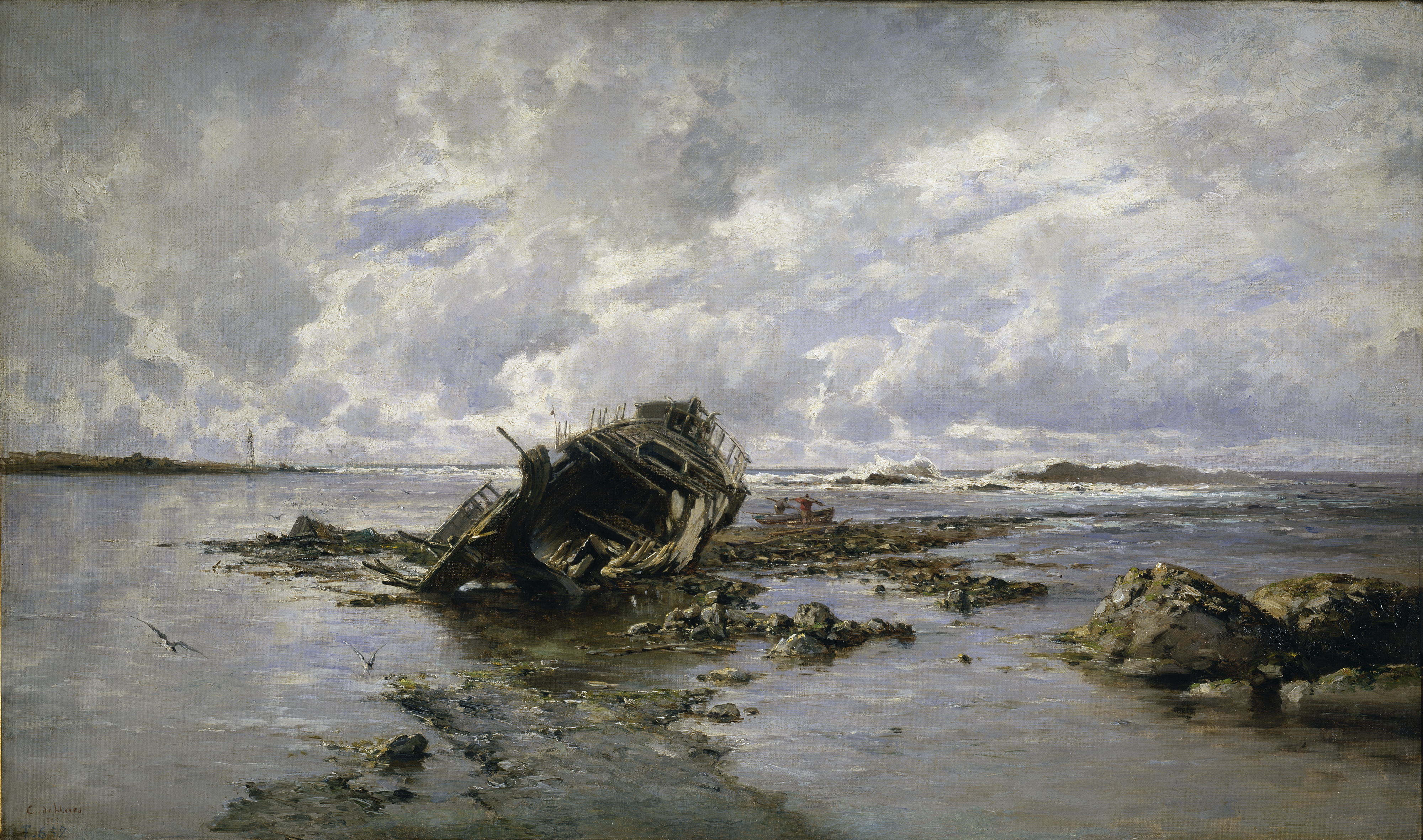
Un barco naufragado, de Carlos de Haes (Prado).
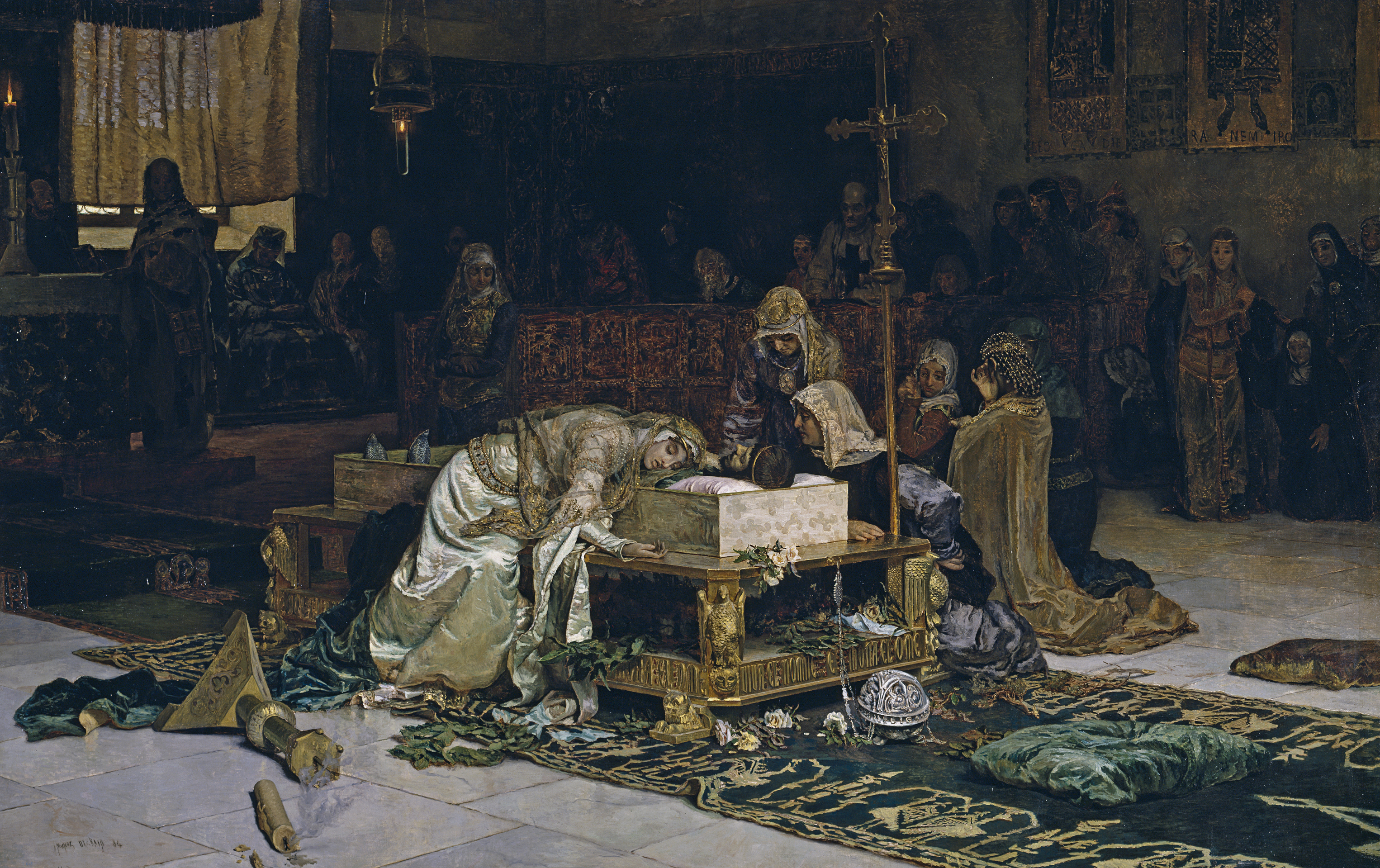
Los amantes de Teruel, de Muñoz Degrain, premiado con una segunda medalla en la Exposición Nacional de Bellas Artes de 1884, lo que llevaba implícito su compra por el Estado, que lo destinó al Museo del Prado, del que pasó posteriormente al M. A. M.
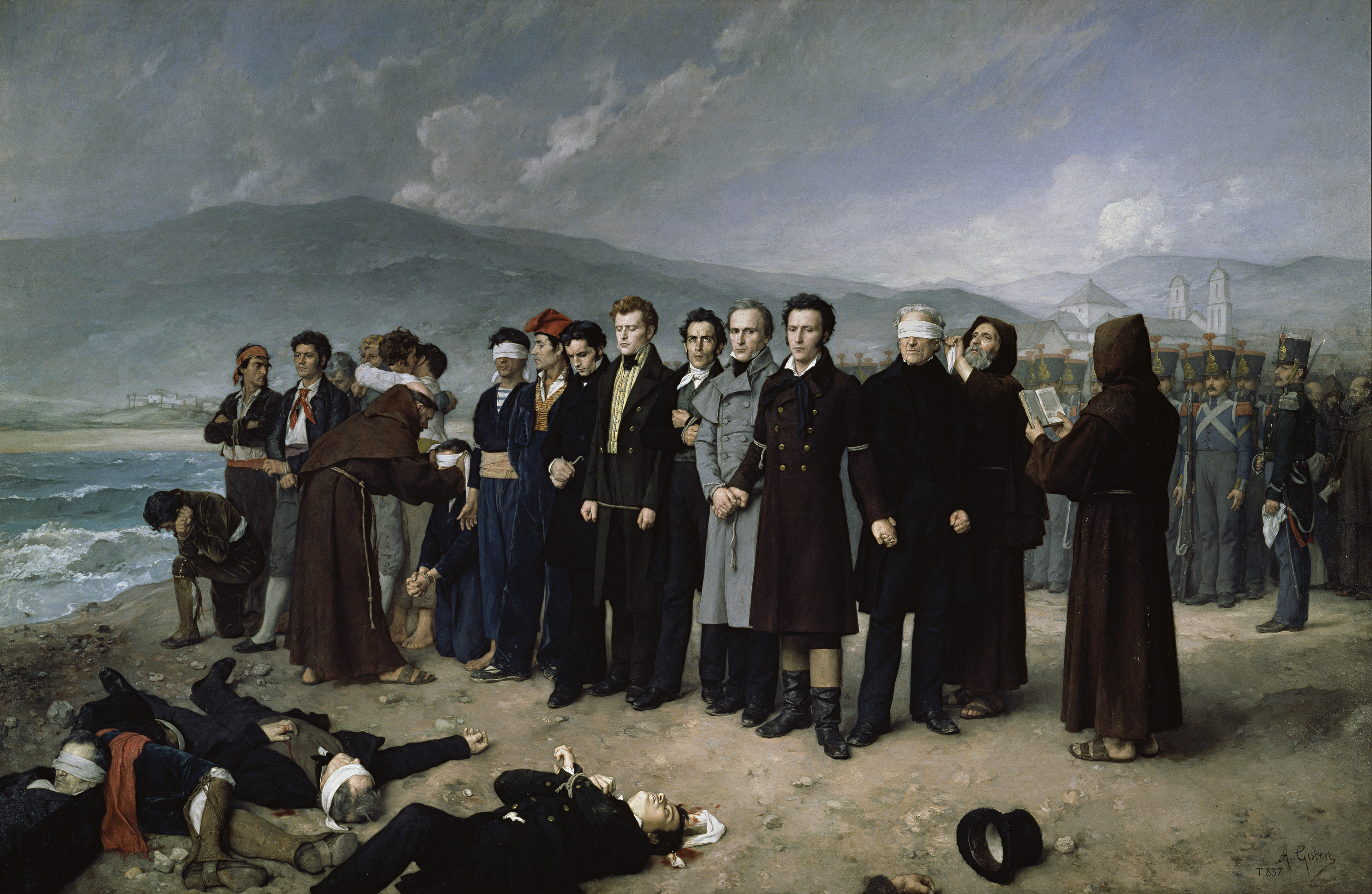
Fusilamiento de Torrijos y sus compañeros en las playas de Málaga, de Antonio Gisbert, uno de los más famosos cuadros de historia del siglo XIX español (Prado).
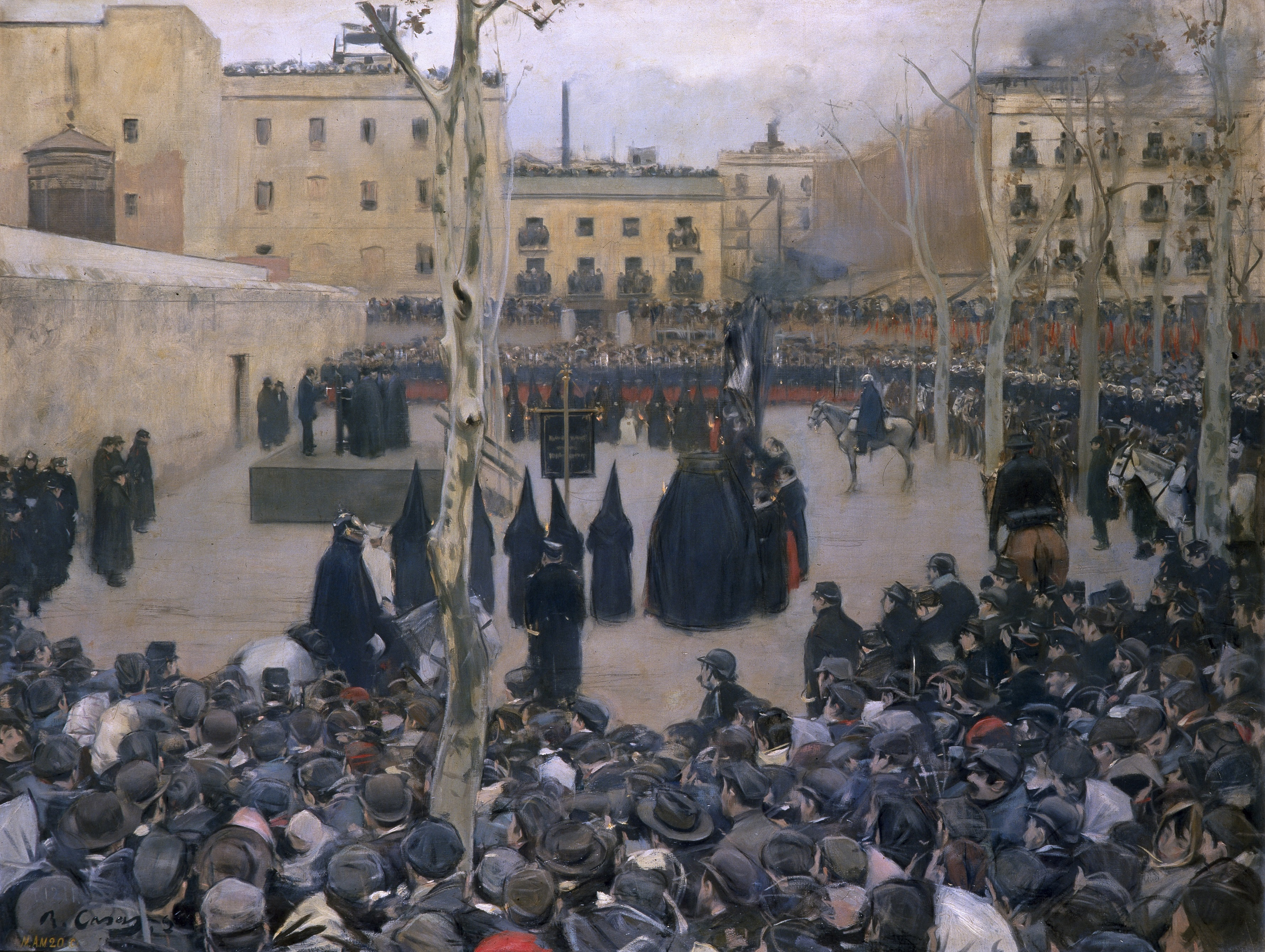
El garrote vil, de Ramón Casas, comprado por el Estado tras resultar premiado con una medalla de tercera clase en la Exposición Nacional de Bellas Artes de 1895 (Museo Reina Sofía).
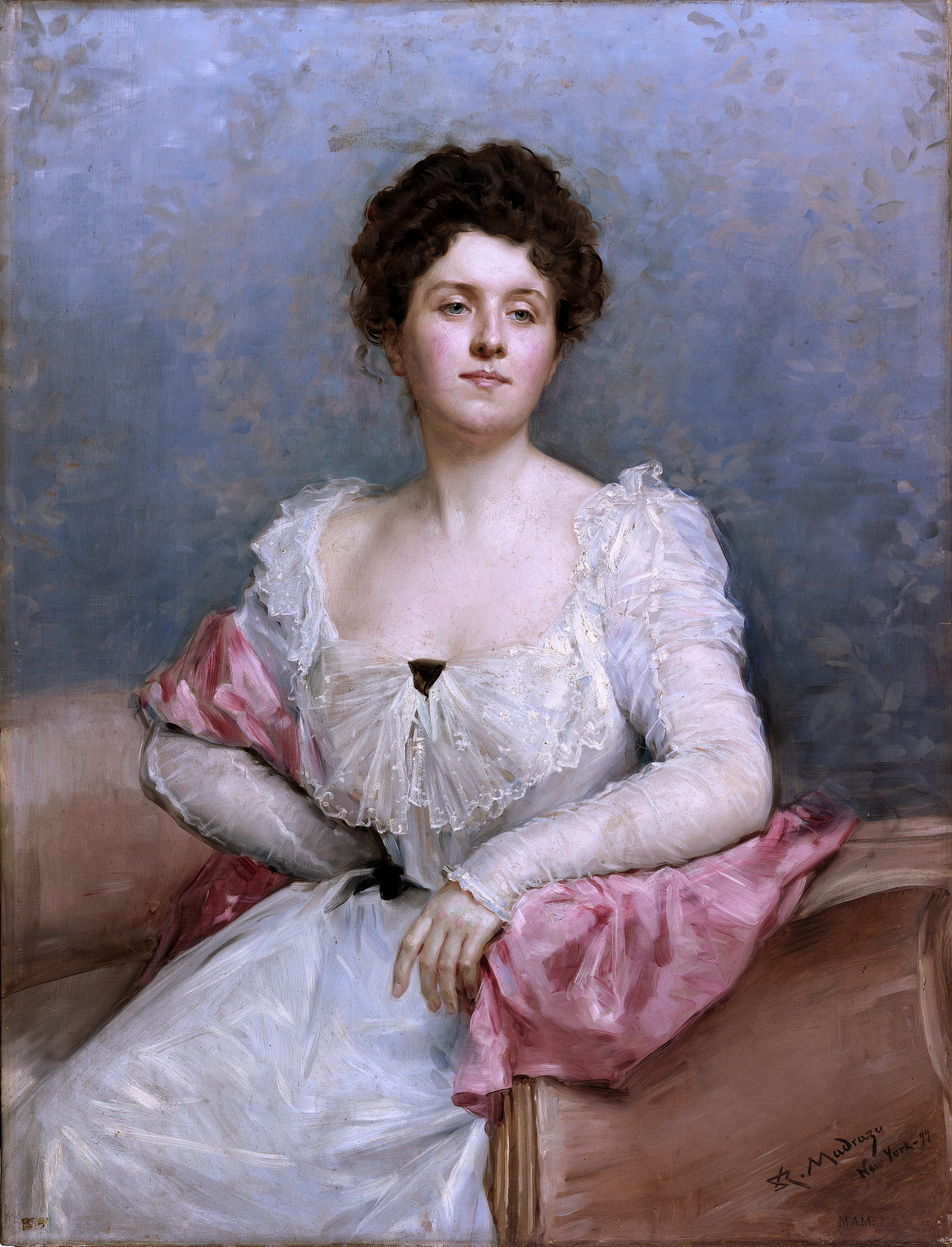
Elsie Woodbury Brown, retrato de Raimundo de Madrazo donado en 1921 por Miguel Blay en nombre de Federico Carlos de Madrazo (Prado –en depósito en el Museo Provincial de Lugo–).
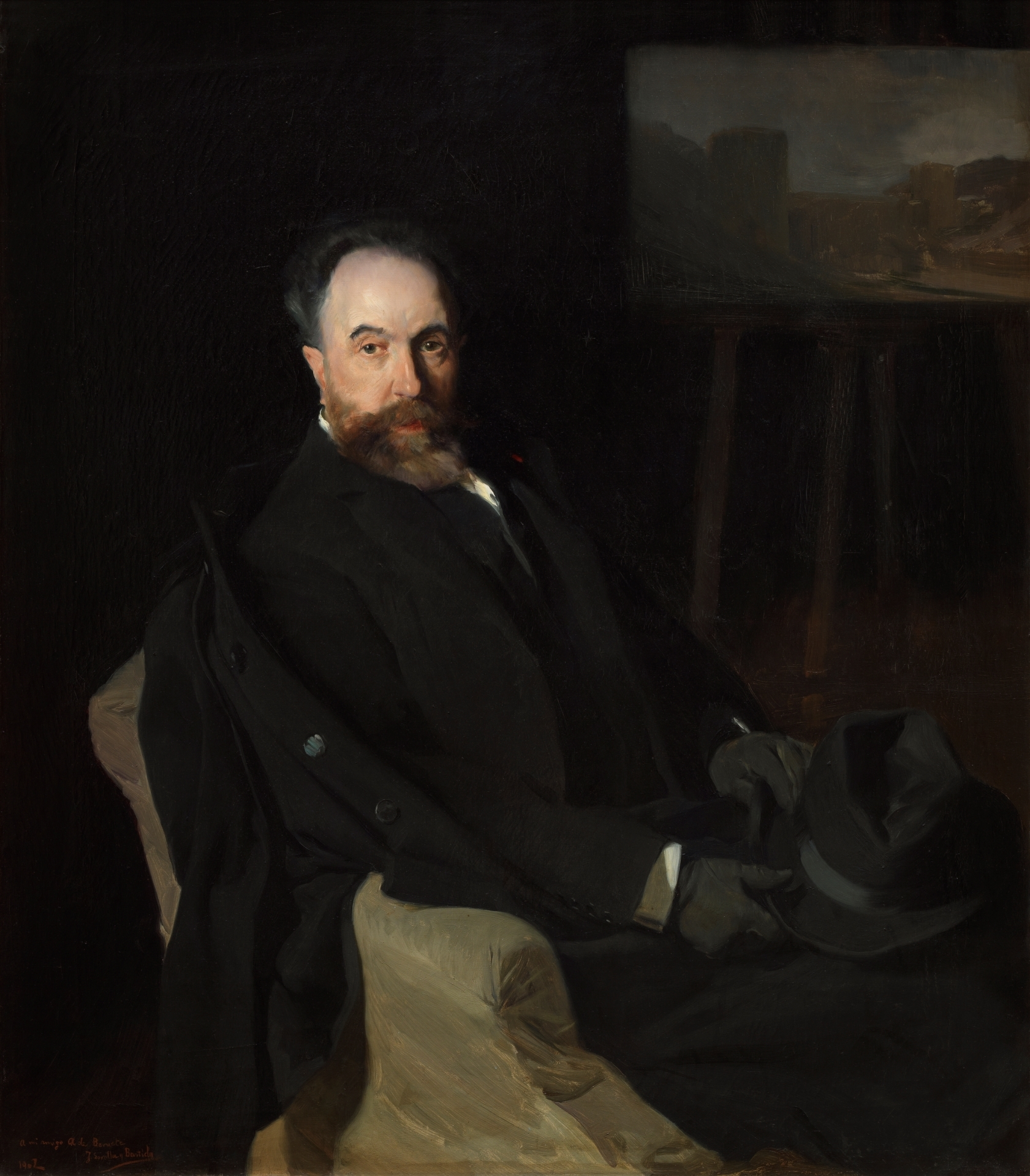
El pintor Aureliano de Beruete, por Joaquín Sorolla –lienzo donado por la viuda del retratado, María Teresa Moret, en 1922– (Prado).
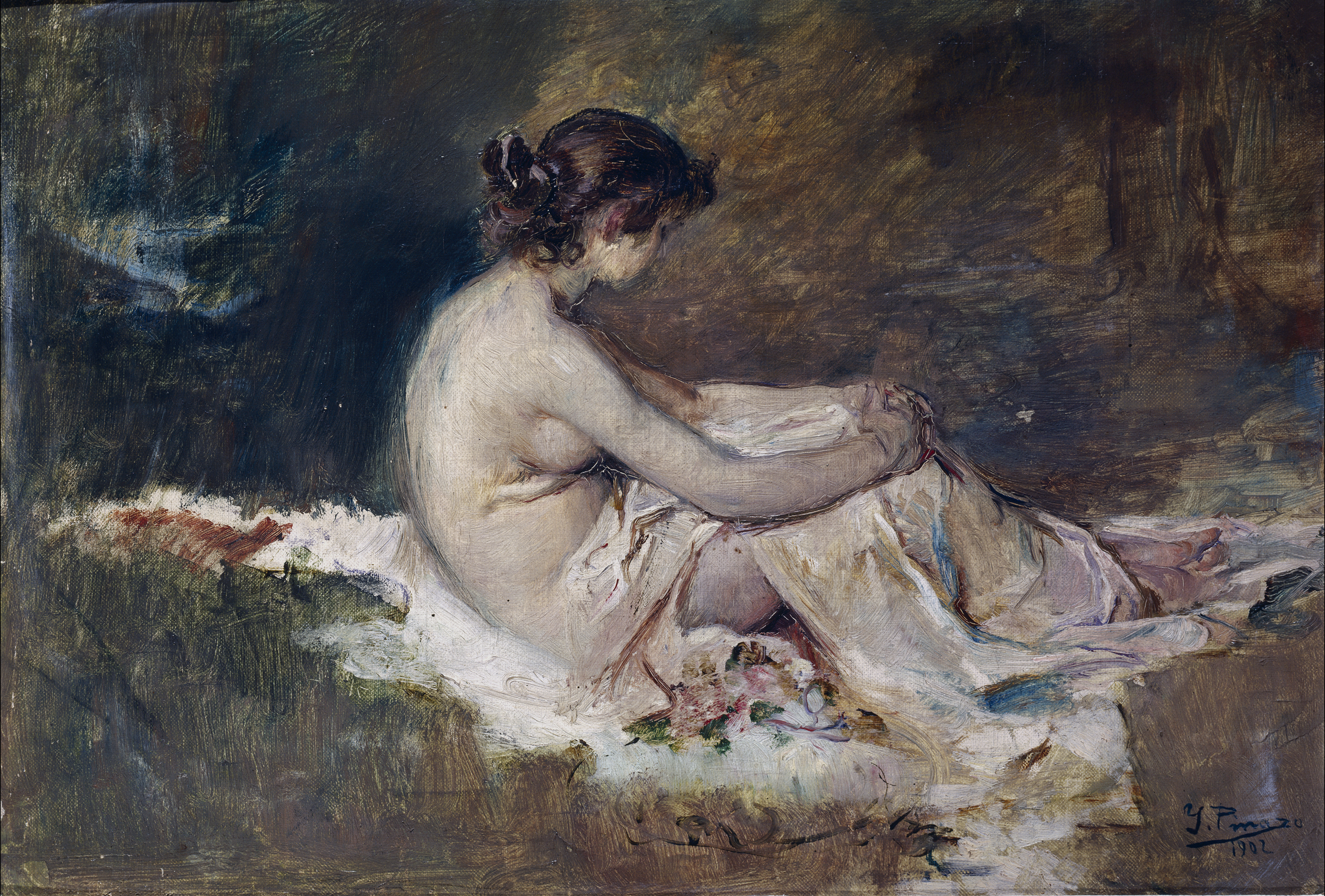
Desnudo de mujer, de Ignacio Pinazo, adquirido tras resultar premiado con una medalla de honor en la Exposición Nacional de 1912 (Prado).
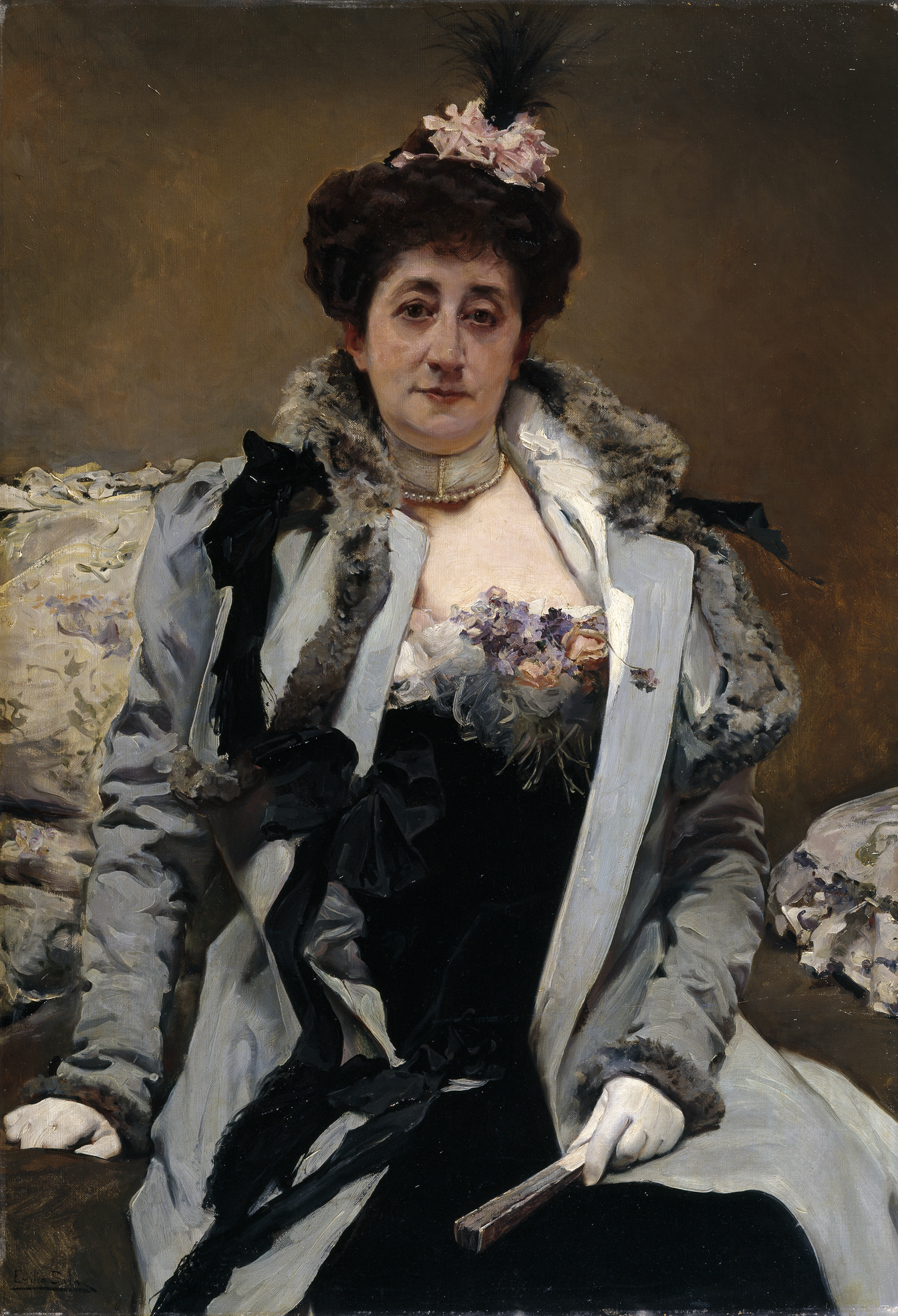
Retrato de señora, de Emilio Sala, 1900-1905, legado Carmen González Álvarez (Prado).
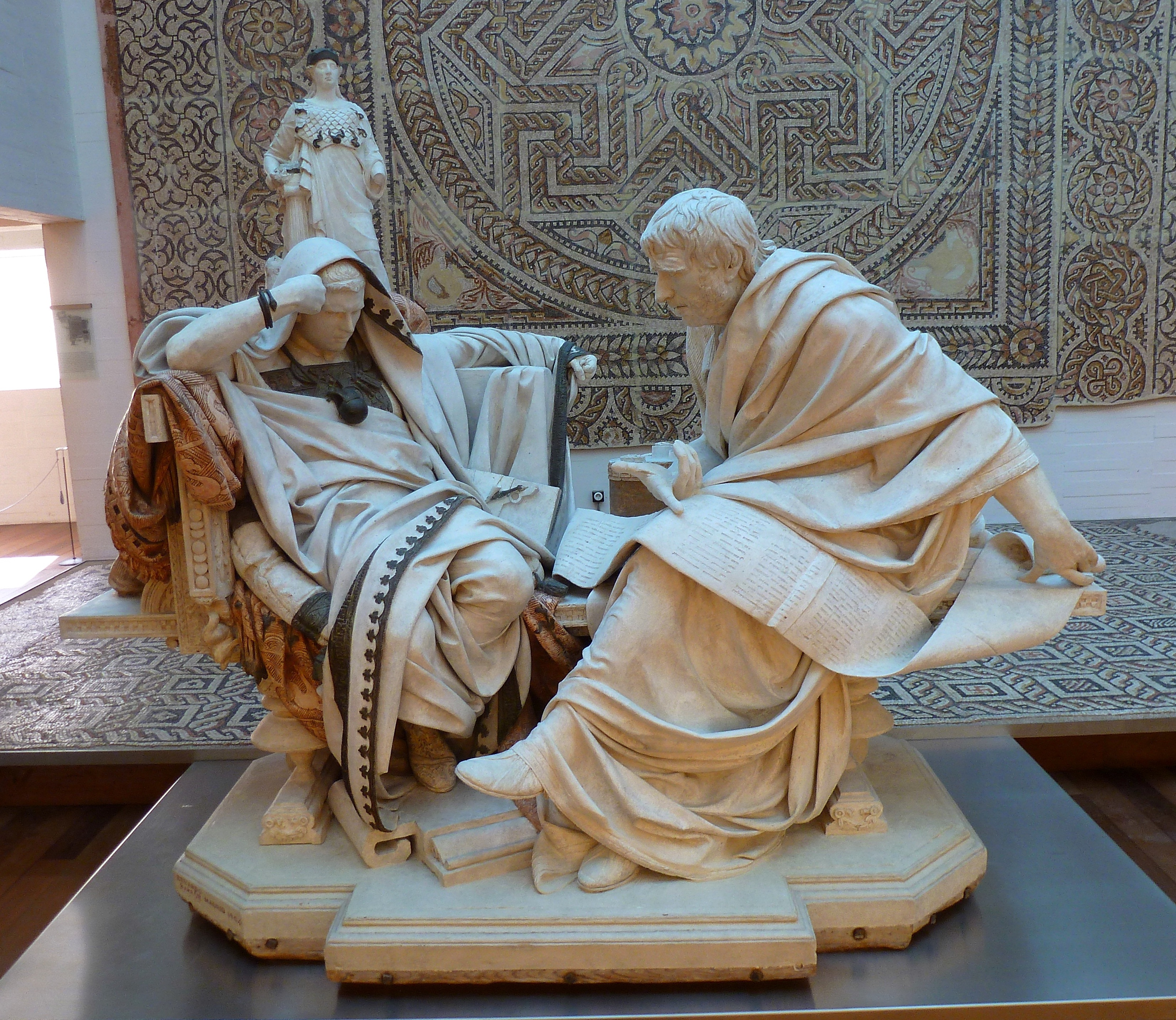
Nerón y Séneca, de Eduardo Barrón, primera medalla de la Exposición Nacional de Bellas Artes de 1904 (Prado –en depósito en el Museo de Zamora–).
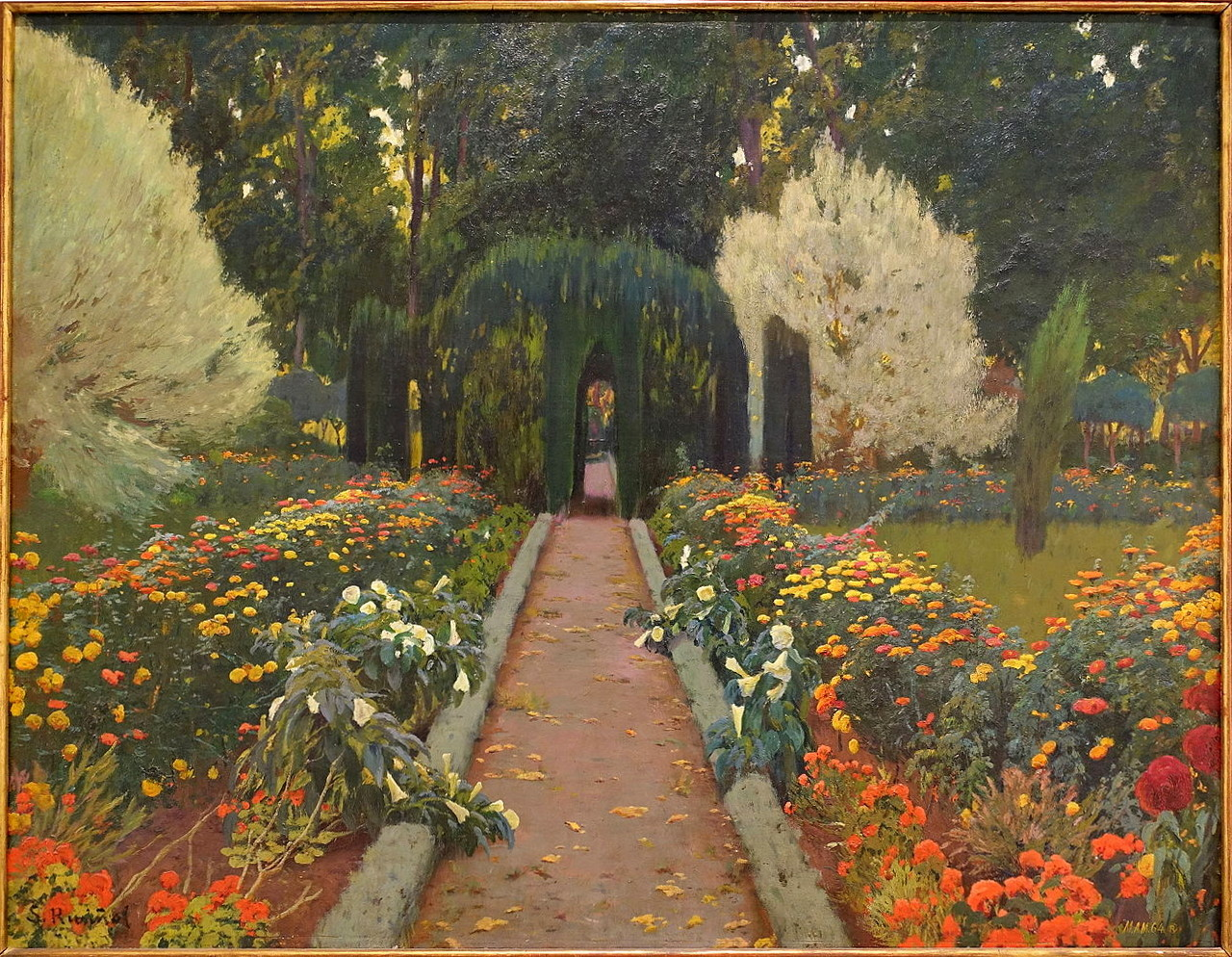
Santiago Rusiñol: Jardín de Aranjuez. Glorieta II. 1907 (Reina Sofía).
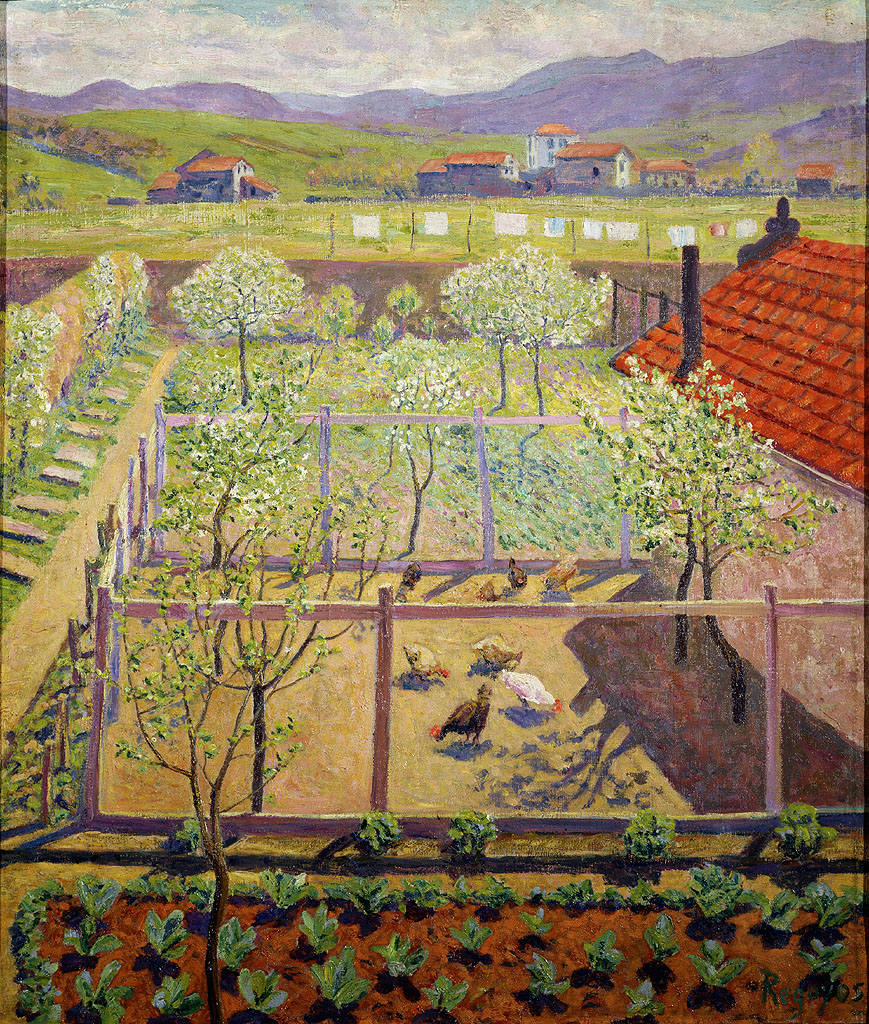
El gallinero, de Darío de Regoyos, 1912, adquirido por el Patronato del M. A. M. en 1932 (Reina Sofía).
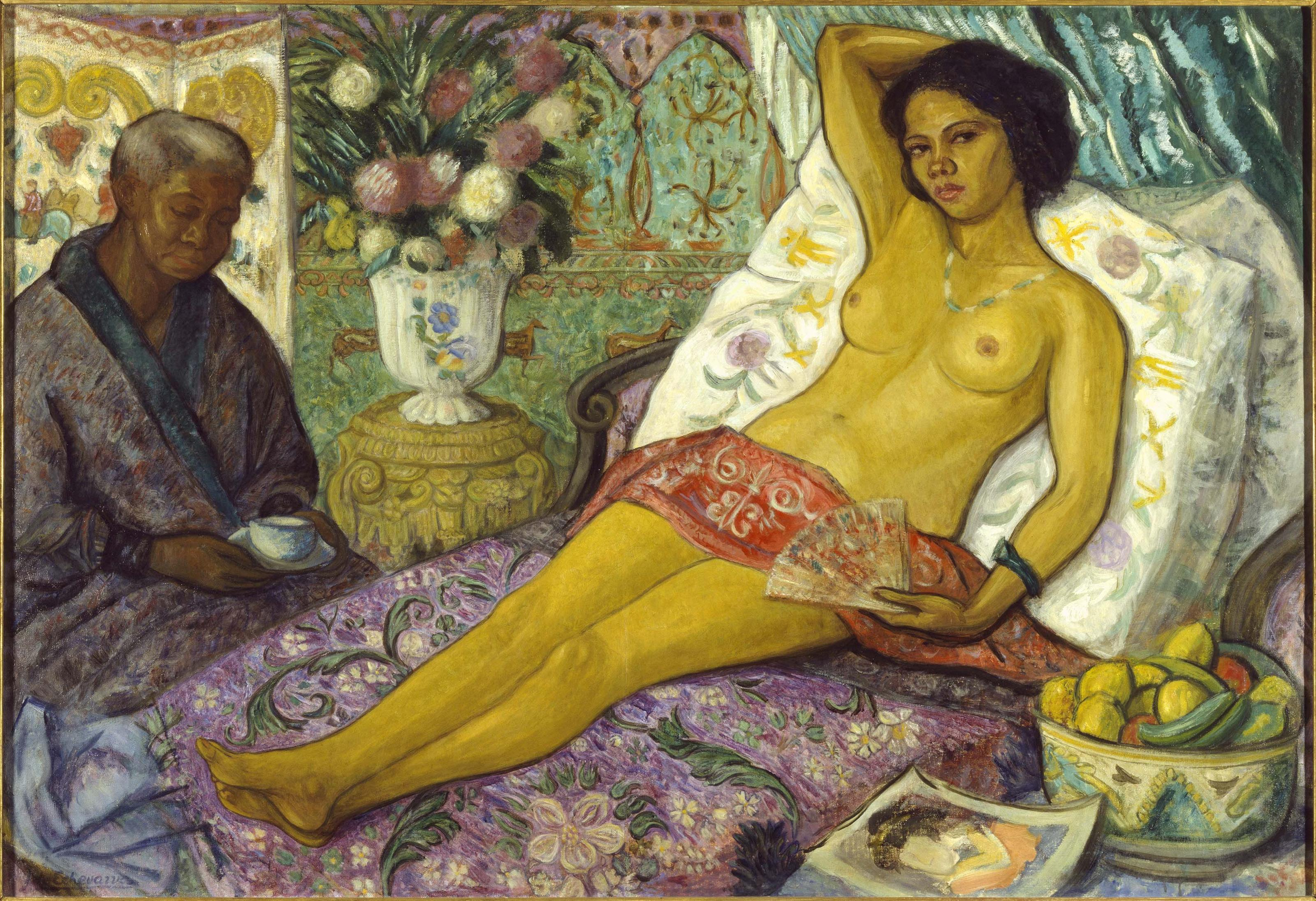
Mestiza desnuda, obra de 1923 de Juan de Echevarría (Reina Sofía).
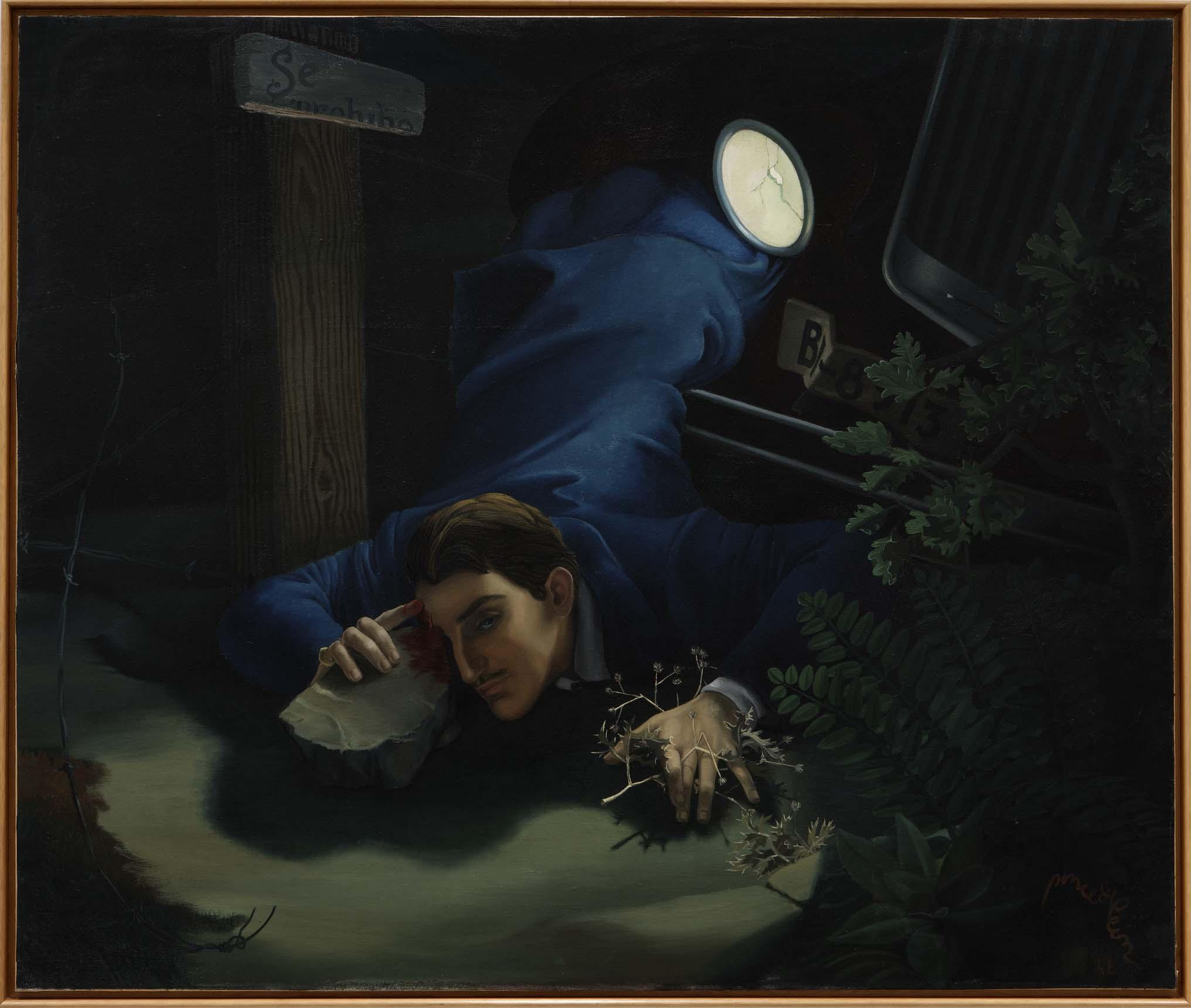
Autorretrato, Alfonso Ponce de León, 1936 (Reina Sofía).